# 紙兎ロペ
『紙兎ロペ』（かみうさぎロペ）は、TOHOシネマズとROBOTによるGiftMovieプロジェクトの第1弾として、TOHOシネマズの57劇場で全ての劇場作品の広告の間に公開された幕間アニメおよび『めざましテレビ』内のコーナーで放送される日本のコメディアニメーション作品、およびその作品の主人公の名前。

## 概要
YouTube内「GiftMovieROBOTさんのチャンネル」（紙兎ロペ特設チャンネル）においても公開されている。2012年5月12日より長編映画が公開され、日本映画専門チャンネルでも『miniロペ』のタイトルでミニ番組として放送されていた。同年11月16日からはフジテレビの朝の情報番組『めざましテレビ』でも放送されている。
東京都葛飾区と設定された下町のレトロな風景をバックに、ロペとアキラ先輩をはじめとした紙でできた動物のキャラクターが繰り広げる「ゆるい」会話を中心としたアニメ。映画館の予告編の上映時間に、1本あたり2分半程度の短編として上映される。
作中には、変な文章が書かれた貼り紙や変わった名前の企業・施設名などがある（詳細は後述）。
2013年5月中までの監督は内山勇士（ウチヤマユウジ、東京工芸大学映像学科助手、代表作品に『アルツハイム』など）で、ロペやアキラ先輩などほとんどの登場人物の声も担当していた（現在の監督は青池良輔）。エピソード「回覧板」にて篠田麻里子がアキラ先輩の姉役で参加しているほか、後述の映画化やテレビアニメではゲストキャラクターの声優に芸能人が起用された。
2011年8月17日に行われたDVD第2弾発売記念トークショーにおいて、2012年に長編映画化されることが発表された。これに伴う制作準備のため、映画館での短編シリーズの新作上映は2011年12月末をもって一旦休止され、2012年6月から再開されたが、同年9月からは近藤晃央主演のキャンペーンムービー開始に伴い再び休止している。2013年4月27日から再開された。
2012年には長編映画『紙兎ロペ つか、夏休みラスイチってマジっすか!?』が公開された。
同年はパナソニックのヘッドホン RP-WF7やauや宝くじとのコラボレーションムービーの公開や帽子ブランド・CA4LAとのデザインコラボ商品発売などさまざまな企画が行われた。
2012年11月現在、YouTubeでは600万回超の再生回数となり、DVDは3までの売上が累計6万枚以上となっている。
2013年6月2日に内山勇士がTwitterにより、5月中に監督、脚本、ロペとアキラの声などのすべての制作から離れることになったことを発表した。内山はその後同年9月より、本作同様に葛飾区を舞台としたアニメ『野良スコ』（のらスコ）を発表している。
2013年11月度より、タイヤ館のCMラスト「キャンペーン告知」に出演している（期間限定）。
2014年3月4日に『紙兎ロペ』の初となるスマートフォンアプリケーション（「紙兎ロペパズル」や「ARカメラ」）が2本同時に配信された。
2014年4月30日に長編映画だけではなくプラネタリウム作品にも登場した。
2016年から2019年まで、夏のフジテレビイベント「みんなの夢大陸」「THE ODAIBA」でSUBARUとコラボレーションしたブースが展開された。
2017年5月からLINE LIVE専用で映画の生実況動画を開始した｡
2020年2月ごろから公式サイト、Twitter、YouTubeのコミュニティで、無料でダウンロードできる期間限定のカレンダー付き壁紙を毎月更新している。

2023年4月に、同月中旬から山梨県韮崎市とコラボレーションを実施すると告知がある

## 本作の設定
1話につき基本的に1分45秒から2分30秒程度の時間で、背景は1カットがメイン。キャラクターの微細な動きまで描かれている。背景は実写に近い。

### 背景
背景はたいてい一話にひとつであるが、ごく稀に一話中に背景が変わることもある。先述のように背景は実写に近く、いくつかのものはモデルの存在も示唆されている。
バス停
番長専用席のイスや変な文章が書かれた貼り紙のある掲示板などがある（詳細は後述）。また、別のバス停も存在する。
ロペの実家
演歌らしきBGMが流れている。隣に床屋がある。
アキラの家の居間
和室で家の戸棚には工場で作ったレシート立ての筒が並んでいる。電話はダイヤル式黒電話、テレビは昭和のブラウン管TV（なぜかリモコン付き。「型」でのアキラの話によると地アナTVなのに地デジが対応している。BS・CSが対応しているかは不明）でビデオデッキの上に設置している。謎のサイン色紙がある。夏は扇風機、冬はこたつを出す。
バスの車内
などに設定されている背景。ロペとアキラは、いつも後ろに座っている。運行会社は「勝戸バス」。
コンビニ
「映画版」「うたパス」やめざましテレビの2013年春以前のコンビニ名は、「タブン-オープン」で、現在は、「マンマート　浜利」。タバコ、禁煙グッズ、罰ゲーム用品を扱っている。バイト募集や店長の変なメッセージの貼り紙がある（詳細は後述）。近くのごみ箱は、「もえるゴミ・もえたゴミ・もだえるゴミ」と書かれている。ロペとアキラは、出入口近くの車止めに座って飲食している。「新商品」では、ファミリーマートそのものを利用している。クイズに答えたからといってハワイに行けるかわからないキャンペーン、または買ってもハズレしかないキャンペーンを実施している。

### 変な貼り紙
「変な情報が書かれた貼り紙」は本作のひとつの特徴といえ、ほぼすべての背景に存在する。代表的なものを以下に挙げる。
- 24時間耐久「伝言ゲーム、くつかくし、ものまね、鼻毛抜き、素振り、アカスリ など」
- STOP!「深づめ、借りパク、ムチャブリ、褒め殺し、メン食い、見栄っ張り、ネタばらし、さかうらみ、大人買い など」
- 「みぎを見て、エビぞりしながらひだり見る。」
- 「ダメ！ながら食い」
- 「NO!歩きタバスコ」
- 「ペロリとなめれば、その場で当たる！ なめクジ」
- 「ダブルデート禁止」
- 「渡米禁止 泳いでは行けません！」
- 「ややどけアイス39円、むきたてバナナ98円」
- 「沐浴禁止 聖なる川ではありません」
- 「地球防衛軍　防火ロボ」
- 「自己中、やけくそ、いざこざ禁止」
- 「無断駐車破壊します。」
- 「ゴルフ禁止　ミニゴルフも禁止です。」
- 「不審者に間違われ注意！」
- 「安全大好きうぬぼれ注意」
- 「ワガママ禁止」
- 「ハナカラ牛乳」
- 「アスパラガス」[注 3]
- 「飛行機の不時着はご遠慮ください。」
- 「よたば梨」
- 「滑止大学」
- 「くっさ団子」
- 「八物電器　正規品並品質保証」
- 「ええ会話教室」
- 「週刊アラマー」

## ストーリー
地元好きの高校2年生紙兎ロペと、ロペの先輩に当たる3年生の紙リスアキラ先輩との間で繰り広げられるストーリーを描いたショートアニメーション。初期のストーリーは彼らが映画館に行く途中を描いたものとなっていたが、現在は日常な風景を描いたものとなっている。大体の回は変な話題から始まり、それについて語り最後は笑って終わる。

## 登場キャラクター
全てのキャラクターは擬人化した紙でできた動物（関節などに紙と紙をくっつける留め具がついている）である。目が黒く、怒ったり驚いたりした時は白目になる。「海」では、紙であることをロペとアキラは自覚していた。しかし、プールに入ったり雨に濡れても平気。
ほとんどのキャラクターは前・横向きだが、山田など一部は後ろ向きのみで顔がほとんど写らない（山田はごく一部のシーンで前を向いた事がある）。

### 主要キャラクター
お互いの声：内山勇士（作品開始当初 - 2013年中頃まで）→中野慎太郎（2013年秋以降定着）

#### ロペ（ウサギ）
主人公。地元をこよなく愛するその日暮らしの都立葛飾西高校2年生。生年月日は公表されていないが「バレンタインデー」と「ラッキーアイテム」によるとてんびん座生まれである。アキラからの呼ばれ方は主に「お前（おめえ）」だが、改まったり冗談っぽくからかう時には「ロペさん」「ロペ君」と呼ばれる。(ごくたまに「ロペ」と呼ばれたこともあった)なお「ラスイチ」「携帯ゲーム」などシリーズ最初期のみアキラから「マサ」と呼ばれていた。駄菓子が大好きで、特にカリカリ梅が大好物でつい食べ過ぎてよく下痢をする。「ボイパが得意」と自称するが、腕前を披露する機会が与えられない。実家は青果店を営んでいる。
アキラとつるんでたびたび映画館へ出かけるが、その度にアキラのわがままに振り回されている。2010年前後の若者言葉で話し、口癖は「えっ? マジっすか?」「あざーっす」「あのー、○○なんですけど…」など。アキラを始め周囲の珍言、奇行に振り回された時は「もぉ〜」と呆れる事が多い。いわゆる哺乳類の兎でなく、紙なのでサメのいる海に入っても問題ないらしい。アキラと知り合ったのも実はバイト先であったらしい。
麦チョコの仕組みやジューンブライドの言い伝え、おしゃれ着の呼び名等色々雑学好きである。また、勉強についてアキラからの質問にも答えられたりと博識な一面も持つ。怖い話が苦手であり、お化けの仮装をしたアキラすらをも怖がるほど。また、密かにラップや歌を自作していたりもするが、周囲に聴かれると動揺する（「青い表紙のノート」「目撃者」）。落ち込むと耳が前に垂れ下がってしまう（「ウマいモン」）。また、熱い物を持った時に反射的に両耳の先端を持ったりする（「焼き芋」）。目は近視（右0.1、左0.2。さらに乱視が入っている）で普段はコンタクトレンズを付けている。ただし「映画版」「めがね」ではメガネ姿も登場している。また、声は特に特徴の無い普通の声であるが、変声用のヘリウムガスを吸うと声がアキラとそっくりになる（「ヘリウム」）。
2024年12月のウチヤマユウジの配信（SHURIKEN）で、ロペの苗字が「西本」と判明。本人曰く「西本マサ◯◯」が彼の本名。

#### アキラ先輩（シマリス）
物語の実質的な主人公。本名は熊谷 アキラ（くまがい あきら）。ロペの1年先輩の高校3年生。体格はロペよりも小柄で、リスらしく頬袋で食物を貯めることが出来る。トーンの高い声が特徴で、口癖は「マジかよ〜」「ったくよ〜」「〜だべ？」など。ロペからは主に「先輩」、同年代のキャラクターからは「アキラ」と呼ばれている。小さい体に反して態度は誰よりも大きく短気だが、アニキ肌で子供や年寄りに対しては優しい。好奇心が旺盛なところがあったり、情に脆く時に涙脆い一面を見せたりもする。駄菓子屋「林商店」のヘビーユーザー。
ゲームが大好きで、ジャンル問わず気になったタイトルはとことんやり込まないと気が済まない。時折変なところで負けず嫌いだったり、意地を張ったりする事もある。早起きで毎朝4時には起床する。毎年夏休みになると一日も欠かさずラジオ体操に参加する一方で冬になると寒がりなのか、こたつから出たがらない。好きな授業は体育・国語・社会で、嫌いな授業は数学。
住所は東京都葛飾区胡桃町3-12-5（実在しない）。家では5人姉弟の末っ子長男で毎日4人の姉に叱られながらも暮らしている。四姉妹の中では気象予報士を目指している長女が一番怖いらしい。だが、小学生の頃は姉と一緒に学校に行きたがるなど、とても懐いていたらしい。江戸っ子気質でソバの食べ方には相当のこだわりがある。栗ごはんが好物で、匂いを嗅いだだけでニヤけるほど。前歯にくっつくという理由でぬれせんべいが苦手。両親と4人の姉の他に祖父がいる。4人の姉は全員同じく「ねえちゃん」と呼んでいるが、呼び方で区別しているつもりらしい。字を書く・卓球のラケット・サッカーの蹴り脚は右利きで、野球・箸を持つ・バドミントンは左利き。初期は折りたたみ式の携帯電話を所持していたが、タッチパネル式の携帯電話に乗り換えた。
ネタで顔を弄られる事もあり「ジャイアント鈴カステラ」と女子達にあだ名付けられてからかわれたり、コアラの劇場支配人からは「顔が合わせ味噌」、ビラくばりしていた芸人トリオの1人（一匹）の紅一点のパンダからは「栗まんじゅうみたい」、西宮に「生姜と卵のそぼろ弁当」と言われる始末。特に「鈴カステラ」と呼ばれる事を気にしていて、ロペと公園で鈴カステラを食べていた際には唐突に「共食いしてるって思ったベ？」と問い詰め、ロペが思わず「若干似てる」と言った途端足早にベンチに置いて来てしまう位である（「鈴カステラ」）。
独特のトーンの高い声のために、「アンドロイド」では商店街のイベント会場においてアンドロイドに話しかけたところ、「とても上手な口笛ですね」と勘違いされてしまった。また、「ヘリウム」にて変声用のヘリウムガスを吸ったところ、声のトーンが耳障りなレベルにまで高まったあげく、そもそも何を言っているのか傍目には全く分からない声になってしまった。しかし本人は自分の声が独特とは思っておらず、録音した声を聴いた際には困惑して録り直すと言い出し、ヘリウムガスでアキラそっくりの声になったロペにも「似てない」と言い張っている。
声はジェンダーファクター（ボイスチェンジャー）によって加工されている。声優は内山降板後、一時的に大岩Larry正志（めざまし君）などが担当していた事もあるが、大半は中野が一人二役（以上の時も）が担当している。

### ゲストキャラクター
主な声：中野慎太郎

#### ロペとアキラの身内
アキラの姉（シマリス）
声 - 篠田麻里子（初期の頃はAKB48に所属）
「映画版」「回覧板」「ヨンキュッパ」「みかん」「鼻づまり」「ピアス」「しりとり」「太っ腹」他多数登場。大学生。四姉妹中どの位置かは不明。アキラの顔の茶色の部分がピンク色になった体色をしている。性格は短気で、特にアキラにはドスの効いた声やパワハラ的な威圧を加えたりして、萎縮させる事もしばしば。逆にロペに対しては「ロペ君」と呼んで穏やかに接する。
運転免許を持っており、回覧板を届けさせるために弟を原チャリで追いかけてきて叱りつけた。愛車は黄色のホンダ・シャリィ。彼氏がおり、名前は「田辺君」である事が「鼻歌」「特訓」に登場時に判明。彼氏とは「ラブラブ」であり、「しりとり」では電話口で惚気ながらのしりとりをして、アキラに聞かれてしまいキモがられた（「しりとり」）。
口癖は「ちょっと○○じゃないのよ〜！」「しょうがないわね〜」「ったくも〜」(まったくもう)など。「クレーム」に登場時に、カレーショップ「MOTOカレー」にて勤務している事が判明。
ロペの父（ウサギ）
声 - ピエール瀧
「映画版」のみ登場。ロペの父親で青果店「ラビッツフルーツ」の店主（キャッチフレーズは「おいしさ工場」）。趣味は野球で「葛飾ラビッツ」所属。酒好き。ロペまち占いで登場する時がある。
アキラの父（シマリス）
声 - 内山勇士（作品開始当初 - 2013年中頃）→中野慎太郎（2013年以降）
「映画版」「音漏れ」（声のみ）「うたパス」（画像のみ）に登場。アキラの父親で、ファミレスの伝票を入れる透明の筒（レシート立て）を作る工場「熊谷斜筒製作所」を経営している（商品名はファミレスムース。シェアは全国93%）。ちょっと目を離すとすぐパチンコ屋に行ってしまう。パンチパーマとサングラスが特徴的。喫煙者。あまり出演していない。
ノリユキ（パンダウサギ）
「映画版」「落とし穴」「捜索」「スクープ」「ついていかない」他登場。ロペの従弟。ロペの母親の妹の子供。千葉県袖ケ浦市在住。時々ロペの実家に遊びに来る。無口で人見知りが激しく、他人のものを取る癖がある。

#### 交友・学校関係者
牧野（ヒョウ）
声 - 内山勇士（作品開始当初 - 2013年中頃まで）　→　中野慎太郎（2013年秋以降定着）
アキラのクラスメイトで、野球部所属。甲子園球児でもある（1回戦でコールド負け）。「早撃ち」の回ではユニフォームの背番号は10番で数字の上に小さな字で「RIA」と書かれており、「リアじゅう」とよませていた。ただし実際は彼女は居らず、「白状」では相手もいないのにホワイトデーのお返しを買おうとしてはロペとアキラに責め立てられ、「世界一ホワイトデーに縁のない男」を自称させられてしまった。「線香花火」のアキラの話によると、打上花火の買い出しに行き、間違えて噴出花火を買ってきた。
実はチリコンカンを作れるほど料理が得意（「チリコンカン」）。落ち込んでいるロペに差入れとしてシチューを作って持って来たりと優しい一面もある。
畑中（シカ）
声 - 内山勇士（作品開始当初 - 2013年中頃まで）　→　中野慎太郎（2013年秋以降定着）
アキラの後輩で、ロペの同級生。実家は「畑中歯科」を経営していて高層マンションに住むお金持ち。家が裕福故、アキラ、ロペ、牧野との生活水準の差で驚かれる事もあるが、本人が財力を鼻に掛けることはほとんどない。時折、牧野がかますボケにも冷静に対応したりもする。知識量も多く、アキラにしばしば用語などを紹介する。
内田（ハムスター）
声 - 内山勇士（作品開始当初 - 2013年中頃まで）→  中野慎太郎（時期不明）
いつも裏返った声で喋る。タッチパネル式の携帯電話を所持しているが、まだ操作していない。かなりの天然ボケで、商品の食べ物に書いてある「早めにお召し上がりください」を「早食いしてください」と誤解したり、バイト先では「メモしなくていい」という発言まで一字一句メモしたりした。「実験報告会」でのロペとアキラの話によると「シュークリームごはん」を食べていて、アキラ曰く「リアルなヤバメシ」。好物は「江戸っ子クッキー」で、「お裾分け」では江戸っ子クッキーが大量に送られてきて幸せ過ぎる故に逆に恐怖し、死んだ爺ちゃんに相談した上でアキラとロペに持って帰ってもらう事になった。
望月（ヒツジ）
声 - 内山勇士（作品開始当初 - 2013年中頃まで）→中野慎太郎（2013年秋以降定着）
アキラの後輩で、体格はロペよりも小柄。話し方がおっとりしている。実家は「望月ふとん店」。牧野、畑中に比べ出番が若干少ない。
大寺（ブタ）
声 - 内山勇士（作品開始当初 - 2013年中頃まで）→中野慎太郎（2013年秋以降）
アキラとロペの後輩。いつもオーバーオールを着ている。いつも鼻声で話しており「花粉症」では花粉症のせいだと語っていたが、それ以降の回でも鼻声で話す。
大食いで、食べ物を前にすると我慢が効かない。そのせいかかなりの肥満体で、「太っ腹」ではアキラの姉が欲しがっていたダイエットサプリの「ポッチョリンZ」を半年前から飲んでいだことが判明。
村上（キツネ）
声 - 内山勇士（作品開始当初 - 2013年中頃まで）　→　中野慎太郎（2013年秋以降）
ロペとアキラの共通の友人。東京スカイツリーの近くに住んでおり、日照条件の悪化を憂いている。望月同様、牧野や畑中に比べ出番が少ない。
宮本（ロバ）
声 - 内山勇士（作品開始当初 - 2013年中頃まで）→中野慎太郎（2013年秋以降）
ロペとアキラの知人でチャラい男。「私物」では、ラーメンの出前箱をかばんにしたり、「最先端」では、強盗犯みたいな黒い格好で登場したり、「汗アピール」では、ランニングしていて汗をアピールしていた。
川口（カバ）
声 - 内山勇士
「映画版」のみ登場。ロペのクラスメイト。アキラにゲームソフトを借りパク状態にされているが、なかなか切り出せない。体格はとても大きく、身長は3階建ての校舎とほぼ同じ高さだが、プールには全身潜る事ができた。
土屋（モグラ）
声 - 内山勇士（作品開始当初 - 2013年中頃まで）→中野慎太郎（2013年秋以降定着）
ロペとアキラの知人。発明好きでよく廃材でモノ作りをしているが、失敗することも多い。アキラと反目し合っているのか、互いに顔合わせる度に睨み合ったり喧嘩腰になったりすることもある。
五十嵐（ハウンド犬）
声 - 中野慎太郎
「マンガ家志望」等に登場。アキラの知り合いで同級生。メガネを掛けていて、手足が長い。何事にも器用だが自惚れ屋で、他人からの称賛を欲しがる性格。とにかく成績が良く、スポーツからギター、ジャグリングも得意。しかし本人は漫画家希望だという。アキラ曰く見た目以外はエリート。
上杉（黒の柴犬）
声 - 中野慎太郎
アキラの同級生。「お願い」「落ち込み」他登場。気持ちの起伏が激しい。若干面倒臭い性格。家族にカオルという名前の、顔以外は全く似ていない弟がいる（詳細は後述）。
多田（ブル・テリア）
声 - 中野慎太郎
「訛り」「ちっこいおっさん」等に登場。アキラの知り合いか同級生らしい。
カクリツ君（イヌ）
声 - キャプテン渡辺
「喧嘩」「BBQのカクリツくん」「ファミレスのカクリツ君」に登場。いつも「○○の確率は何％だよ」と言うのが口癖。
高橋（ナマケモノ）
声 - Def Tech Micro
「ナマケモノ」「スマートアンブレラ」「百人一首」に登場。アキラの小学校の同級生。おこりっぽく、手が早いが、動きが遅い。アキラに俊敏だったら不良まっしぐらだったと言われるほど。気持ちの切り替えが早い。百人一首を全部覚えるなど知的な一面もある。
伊藤（フクロウ）
声 - 中野慎太郎
「生徒会長」に登場。ロペとアキラの学校の生徒会長。本人曰く、なんとなく小中高校と生徒会長に選ばれているという。真面目な性格で、校長先生の冗談が通じない。
坂本（オナガドリ）
声 - 中野慎太郎
「スポーツテスト」に登場。アキラと同じクラスの同級生。しっぽが長く、走り幅跳びでは助走の時点でしっぽが地面に着いている。ロペに道路の白線と間違えられるほど。
キリン先生（キリン）
声 - 内山勇士（作品開始当初 - 2013年まで）→中野慎太郎（2013年秋以降）
ロペとアキラが通う高校の先生。首が3階建ての建物以上に長く、登場時は毎回上方が見切れる。CS放送に加入するか悩んでいる。視野は広い方であるが、その体形ゆえにアキラとぶつかることが度々あり、「お前は視野が狭すぎる」と上に立った物言いでアキラを度々叱責している。話し言葉は関西弁。

見沼（クマ）
声 - 不明
アキラの後輩。アキラや牧野とつるんでる機会が多い。一度秋にクマらしく冬眠しようとした事がある。『ラグビー』の回ではアキラや牧野と共にハカを披露した事もある。

澤村（イワトビペンギン）
声 - 不明
アキラや尾崎と共にバンドを組んじゃ様々な理由（ベース担当だったはずなのにアキラのパートだったギターを乗っ取　ったり、バンド名に自分の名前を入れたり）で即解散を繰り返してる。
アキラより更に小柄だが態度はアキラよりデカく自己顕示欲が強い。
また、アキラより口げんかが強いと自分では思っていたが、アキラに「俺が口喧嘩最強だろうが！」と言われあっさり折れている。
尾崎（ライオン）
声 - 中野慎太郎
恰幅のいい体格で、アキラや澤村と共にバンドを組むが、前述のとおり即解散（尾崎もまたドラム担当だったのにギターを乗っ取ったり、バンド名に勝手に自分を名前を入れたり）を繰り返している。
またサラダバーに並ぶと2度見されたり、幼少の頃親から崖から落とされそうになったりとライオンとして生まれて来たが故の悩みも多い
尚、あだ名は小さいころからキングと呼ばれているが、本人は勘弁してほしいと願ってる。

#### ご近所さん
林商店のおっさん（三毛猫）
声 - 内山勇士（作品開始当初 - 2013年中頃まで）→中野慎太郎（2013年秋以降）
「林商店」「ガチャガチャ」「映画版」「応募」などに登場。ロペとアキラが通う地元の駄菓子屋「林商店」の店主。推定60歳代後半〜70歳位。店先にスーパーボールの30倍跳ねるウルトラボールのガチャガチャを設置している。最近思い切ってサイクロン型掃除機に買い替えた。店頭の看板は以前はコカ・コーラのロゴに類似したものを使用していたが、2014年頃から「Sora Soda」（こちらもコカ・コーラのパロディ）に変更された。また、昔の看板は「宇宙一の品ぞろえ」をキャッチコピーにしていた。「林商店」「ガチャガチャ」の回ではを不正やインチキをやらかしていた。カプセルに弁当のバランやお子様ランチの旗付つまようじを仕込んだりアキラからのクレームを訳の分からない屁理屈で丸め込もうとしたりする一筋縄では行かない一面も。
ゆうこママ（シマウマ）
声 - 内山勇士（作品開始当初 - 2013年中頃まで）
「ゆうこママ」「バレンタインデー」「ラッキーアイテム」（宝くじコラボ）等に登場。典型的オネエ言葉のオカマのバーのママ。アキラとロペもタジタジ。口癖は「アキラちゃ〜ん、ロペちゃ〜ん」「〜もう、ビビリ過ぎー!」「あらっヤダ!」等。別れる時は必ず「チャオ〜!」と言う。実はポン菓子を作る機械を持っているらしい。
今一飯店のおっさん（ブルドッグ）
声 - 内山勇士（作品開始当初 - 2013年まで）→中野慎太郎（2013年秋以降定着）
「ジャンボ餃子」「コミコミパック」「いい日」「どんぶりの底」等多数登場。ロペとアキラがよく食事に来る中国料理屋「今一飯店」の店主。おっさんと呼ばれているが実質爺さんに近い。推定で60歳代。以前はテレビを設置していたがアナログ放送だったため捨てて、現在はこけしを設置した。「おじさん言葉」ではロペと畑中とのLINE仲間になった事が判明した。いわゆるオジサン言葉で仲間に参加した。料理の味はアキラ曰く「そこそこ」。あるユーザーにレビューサイトで店に低評価を付けられた事があるが、その犯人はロペであった。
松本の母ちゃん（ペリカン）
声 - 内山勇士
「風水」に登場。アキラの同級生の母親。風水の力で宝くじの高額当選を狙っている。風水の力に頼っているため頭にネギを乗せて歩いたりする。財布を取りに帰ろうとするも方角が悪いため、わざわざ後ろ向きに向いて帰る羽目に。
岩田の爺ちゃん（犬）
声 - 内山勇士（作品開始当初 - 2013年中頃まで）→中野慎太郎（2013年秋以降）
「肩たたき」「アンドロイド」「ハッピーバレンタイン」に登場。93歳。将太（しょうた）という孫がいる。誕生日プレゼントとして、1枚で1時間有効の肩たたき券を貰った。弟がいる。アキラとロペは、彼の話をきくたび、「さすが、年の功～！」といって尊敬している。
ラジオ体操のおっさん（ブルドック）
声 - 内山勇士
「映画版」のみ登場。夏休みの公園で行われるラジオ体操を指導する男性。実は町内会長。
近所のゴミを捨て場に来るおっさん（熊）
声 - 不明
「レーザーディスク」「MD」に登場。
おまわりさん（犬）
声 - 大岩Larry正志
「プラネタリウム」「おまわりさん」「拾得物」「逮捕」に登場。下町交番の警察官。かなりの小心者。アキラ達にからかわれる事が多い。
ベテランおまわりさん（芝犬）
声 - 内山勇士（2013年中頃まで）→大岩Larry正志（※プラネタリウムのみ）
ベテランの巡査で「交番」「プラネタリウム」等に登場。推定年齢は50代後半〜60代前半位。アキラの家の近くの派出所勤務。
御八百屋のおじさん（犬）
声-不明
御八百屋のおじさんで八百屋を経営している。「野菜の福袋」に登場。
ユッキー（トイプードル）
声 - 不明
近所のおばちゃんで電動車椅子の乗っていて友人の老人の仲間を連れている。「ペンキ塗りたて」に登場。
模型屋のお兄さん（パンダ）
声 - 不明
行きつけの模型屋のお兄さんで模型屋を経営している。「積みプラ」に登場。
露店のたこ焼き屋のお兄さん（トラ）
声 - 不明
「たこ焼きプラネタリウム」に登場。

#### その他
西山登（フクロウ）
声 - 内山勇士
クイズ番組『今さら人には聞きにクイズ！』の司会者。恰幅のいい体型の男性。
梶ジュアル（カナリア）
クイズ番組『今さら人には聞きにクイズ！』のアシスタント。スリムな女性。
リーリーとシェーシェー（パンダ）
声 - 中野慎太郎
「日本語」「主食」に登場。中国人。日本語の喋り方が不安定。またシェーシェーは「七夕」において、アキラ達が用意した七夕飾りの笹を食べたあげく、老人会が公民館に用意していた笹まで食べたため、アキラから「お前家で飯でねーのかよ」とツッコまれた。
アキラの姉の友達（ネコ）
声 - 大岩Larry正志
アキラの姉の友達。名前不明（本編では名前で呼ばれた事がない）だが、「姉の友達」を略した姉友（あねとも）とされ、動画配信ライブなどで自称するようになっている。｢おでかけ｣「キュンとする」に登場。口癖は「ちょーMNG（メンゴ、めんご）」。他にも「引くわ〜」や歌うように「ちょうだい、ちょうだいもっとちょうだい〜♪」がある。「口から生まれてきた」と自称するほどのおしゃべりで、喋り出したら止まらず、黙る事ができない。異性に対して無知なロペに対して少しイライラしながらも女子心（乙女心）をについて伝授した事がある。自称恋愛マスター。2017年9月6日のLINE LIVEの生実況動画登場時でも名前が無い事が語られ、「お姉さんのお友達」と呼んでと訴えていた。LIVEの実況動画では西宮先輩の代役で登場する事もある。本編の時よりも暴走した姿が見られる（大岩Larry正志によるアドリブであるため）。
馬場先輩の彼女（キルクディクディク）
声 - 宮崎亜友美
馬場先輩の彼女で「タイヤ館」コラボ限定に登場。馬場と知り合ったのもタイヤ館であり、車とメンテナンスの知識に詳しい馬場に惚れ込み意気統合したのがきっかけらしい。
モグラ
声 - 内山勇士（映画版のみ）
「映画版」デビルキャッツのメンバー。朝の占いを全チャンネルチェックしている。最後は警察官に逮捕された。
上杉カオル（黒の柴犬）
上杉の弟。兄弟という事で兄とは似た顔をしているが兄とは違い耳は垂れ下がっている。また、下町訛りのある兄とは違い言葉は丁寧で、兄とは砕けた言葉遣いで話すがロペやアキラに対しては相手が年上なので丁寧語で話す。服装も兄とは違い整ったものでラフさは皆無で、かつ塾に通う優等生で勉強熱心。「リサーチ」や「言った言ってない」等に登場。

#### 先輩達
山田先輩（スイギュウ）
声 - 内山勇士（作品開始当初 - 2013年まで）→中野慎太郎（2013年以降定着）
「闘牛」「スピード写真」「映画版」「プライド」「ガツンと」「ジューンブライド」他多数登場。ロペとアキラの先輩。無自覚に赤いものに反応してしまう。闘牛から現在では役者業しながらバイトで生計立てている。また、「ジューンブライド」ではバイトとかも多く物事を若干冷めた目で見ている所があり、それをアキラ達に語ったりする。プライドが高く、妙な所で意地を張ったり、その一方で発言と行動が一致しなかったりする。故にロペは彼に対するリアクションや台詞を時折指摘しようとするが、アキラがロペに「オイッ！」と止められる事がしばしばある。食べ物の嗜好はラーメンはしょうゆ派。
馬場先輩（ウマ）
声 - 中野慎太郎
タイヤ館のコラボレーションエピソードに登場。ロペとアキラの先輩。大学生らしい。タイヤ館のサービスや店員の誕生日等に詳しい。運転免許を持っている。「だっつーの」が口癖。実は既に彼女持ちのリア充である。彼女と知り合ったのもタイヤ館らしい。愛車は赤のフォルクスワーゲン・ビートル。
西宮先輩（黒ヒョウ）
声 - Def Tech Micro
アキラとロペの先輩。｢リピート｣「乳歯」「リアルサウンド」「すいか」「日焼け」「コンプライアンス」他多数登場。自称ミュージシャンだけに音楽的な事に詳しい。時折ミュージシャン的専門用語挟んで話す。ロペの事をラビットと呼ぶ。他の仲間はタイガー等。ただしアキラに対しては普通にアキラと呼ぶ。LINE LIVEの映画実況動画でもよく登場している。アキラ曰く現在、相方を募集中。現在は非リアらしく彼女が欲しいらしい。西宮はMicroの本名の西宮佑騎から取っている。

### スペシャルゲストキャラクター
ボス猫（白猫）
声 - バカリズム
「映画版」のみ登場。怪盗団「デビルキャッツ」のボス。プライベートではエコカーに乗っている。盗み出した宝石をロペとアキラから取り戻そうとするが、最後は警察官に逮捕された。
フラミンゴ
声 - ふかわりょう（カメオ出演）
「映画版」のみ登場。デビルキャッツのメンバー。休日は神保町の古本屋巡りをしている。盗み出した宝石を落としてしまった。最後は警察官に逮捕された。
占い師（マントヒヒ）
声 - LiLiCo
「映画版」、「占い」に登場。ロペとアキラが住む地元商店街にある占いの館にいる。特売日にまとめ買いをしている。
カメラ屋のおばさん（ヤギ）
声 - LiLiCo
「映画版」のみ登場。ロペとアキラが住む地元商店街にあるカメラ屋のおばさん。最近タッチパネル式携帯電話に移行。
ラビッツフルーツのお客（カンガルー）
声 - LiLiCo
「映画版」のみ登場。ロペの実家である青果店「ラビッツフルーツ」の常連さん。雑誌に載っていた「ういろうダイエット」を実践中。
ロナウド（ライオン）
声 - ジョージ・ウィリアムズ
「映画版」のみ登場。ブラジル人でサンバチームのリーダー。アキラに音楽的才能を感じ、自分のバンドにスカウトする。飽きっぽく新しいモノ好き。
ホセ（アルパカ）
声 - チャド・マレーン
「映画版」のみ登場。ロナウドのバンドのメンバー。担当楽器はギロ。気は小さいが夢は大きい。たい焼きが大好物。
高橋みなみ（猫）
本人役で卒業企画コラボエピソードとしての登場。「反省会」「旅立ち」「ソロデビュー」「福引券」等に登場。また1000回突破記念エピソード「葛飾昔ばなし」シリーズの第4話の「鬼島」等にも再登場している。典型的体育会系体質の女子であり、「反省会」の時には試合に負けたロペ達に檄を飛ばしたりと熱い一面を持つ。座右の銘は『努力は必ず報われる』で後輩達にもよくそれを口にする。
ゴールデンボンバー（猫）
声は本人。めざましテレビ「勇者」「花見」「原チャリ」「エアホッケー」「スワン」で登場。アキラの友人。
鬼龍院翔→ブチ、喜矢武豊→キジシロ、歌広場淳→茶トラ、樽美酒研二→シロ。
しょうた（犬）
声 - 鈴木福
「留学生」「バリア」「4と7」「骨折ヒーロー」に登場する小学生。ロペとアキラとは無関係。2名の友達（お互い声優は鈴木福）の他にダニエル（白馬）という外人の舎弟がいる。
影山（羊）、宝生麗子（猫）、風祭京一郎（犬）
声 - 櫻井翔（嵐）、北川景子、椎名桔平
『謎解きはディナーのあとで』とのドラマコラボとして、『めざましテレビ』2013年8月2日の「謎解きはおやつの後で」で登場。
尾野真千子（コアラ）
「極楽がんぼ」「リハーサル」「女優」に登場。女優を目指している。兄弟がいる。
三浦友和（チーター）
「極楽がんぼ」に登場。
マサル（兎）
声 - 濱口優（よゐこ）
「デビュー」と「チューチュー」（最後のシーンで登場）、「ワールドレコード」（全体のシーンで登場）、「そら似」（セリフ付で登場）。元は、今作のパロディアニメで同局の『めちゃイケ』の「（仮）兎マサル」の主人公で、本家のロペと同じポジションのキャラになっている。
眉の太さと服装と声を除けばロペそっくり、先輩のタカシと一時離れて書店で立ち読みしている時に、アキラ先輩にロペと間違われて、いきなり膝カックンされた拍子に、定期乗車券を落として忘れてしまい、それが『めちゃイケ』2014年8月16日放送分の「(仮)兎マサル」の話「軽部さんみてっかな〜」につながることになる。
タカシ（猿）
声 - 岡村隆史（ナインティナイン）
「デビュー」と「チューチュー」（最後のシーンで登場）、「ワールドレコード」（全体のシーンで登場）、「そら似」（セリフ付で登場）。上記のマサルと一緒にパロディアニメ「(仮)兎マサル」に登場しているキャラクターで、その作品ではアキラ先輩のポジションと同じキャラになっている。好きな人は軽部真一。
ももいろクローバーZ（犬）
本人。「ご当地アイドル」「試験前」「女子男子」「ジャンプ」「正義の使者」「幕が・あ・ガール」に登場。葛飾区のご当地アイドル（架空）。百田夏菜子は、アキラと幼馴染で「熊谷〜」または「鈴カステラ」 と呼んでいる。
ガチャピン
「ブログ」「乳歯」「トレーニング」に登場。生年不詳の4月2日生まれで声優は不明。本作のキャラクターと同じ紙でできている。ロペとアキラは彼のことを知っていて、アキラは「ガチャさん」と呼んでいる。ロケ中にムックに預けたカバンを紛失してムックが林商店で探していたところをアキラが見つけて持ってきてくれた。またブログをやっていてアクセス数とフォロワー数を増やそうとアキラの写真撮影を連続にしていた。また、「トレーニング」では鍛えている。ムックの体で汗を拭いたり、こぼしたスポーツドリンクを拭いていた。
ムック
「ブログ」「乳歯」「トレーニング」に登場。生年不詳の4月2日生まれで声優は不明。本作のキャラクターと同じ紙でできている。ロペとアキラは彼のことを知っているが、あまりふれていない。「トレーニング」ではガチャピンに拭かれていることに気づいていない。
桜庭潤子（犬）高嶺僧侶（キツネ）
声 ‐石原さとみ､ 山下智久
『5→9〜私に恋したお坊さん〜』ドラマコラボとして「ニューヨーカー」に登場。アキラは山下に「ニューヨークに住んでいる人をニューヨーカーで葛飾区に住む人は？」を聞かれたが専門外のため、石原に答えさせたが「カツシーカー」と答えた。
パグゾウ（パグ）
声 - 坂上忍
「業界人」「マツコ」「矢部」「山里」に登場。俳優で東京都杉並区西荻窪出身。坂上が本作の大ファンで、アウト×デラックスの企画で坂上の希望により出演が実現した。アキラは彼を苗字で呼ぶが「パグゾウっす」というのがオチになっている。ロペとアキラにマツコ、矢部、山里のクレームに近い発言をしている。マツコ、矢部には頭が上がらないが、山里は下に見ている。
マツコ・デラックス、矢部浩之（ナインティナイン）、山里亮太（南海キャンディーズ）
マツコは「業界人」（左側の半分のみ）「マツコ」にて、矢部は「矢部」にて、山里は「山里」にて登場。アウト×デラックスの企画で坂上に巻き込まれる形で出演。
殺せんせー、山田涼介（レッサーパンダ）
殺せんせーの声 - 二宮和也
「観察教室」に登場。映画『暗殺教室』のキャラクターと出演者。ロペとアキラは殺せんせーが「観殺教室」の生徒募集を見て入ろうかと思ったがお手本として殺せんせーがアキラをマッハ20のスピードで観察したため無理な教室となる。最終的にはアキラに「夢は暗殺者ですね」と言った。
しゃちょー（ライオン）
声 - はじめしゃちょー
「大縄跳び」「シュート」「葛飾昔ばなし　お供」「なまはげ」に登場。「大縄跳び」では、300人大縄跳びをやろうとしたが、アキラが10mしかないロープを持ってきた挙句、巨大な象が来てさらにキリン先生も来たため失敗した。
KISHOW（犬〈チワワ〉）
声 - 谷山紀章
アキラとロペの先輩。「オーディション」GRANRODEOとのコラボ時に登場。
e-ZUKA（犬〈ゴールデン・レトリバー〉）
声 - 飯塚昌明
アキラとロペの先輩。同じくGRANRODEOとのコラボ時に登場。
純（キツネ）満子（ネコ）聖良（タヌキ）
声 ‐ 桐谷美玲、水川あさみ、ブルゾンちえみ
『人は見た目が100パーセント』ドラマコラボとして「研究」編に登場。オシャレの研究しに葛飾へやってくるが、バス停のベンチに座るアキラが持っているバナナの房を最新型のオシャレのアイテムと勘違いしてしまう。アキラが持っていたバナナは実はロペの店の配達途中で落したバナナだった。
渡辺直美（パンダ）、斎藤司〈トレンディエンジェル〉（ネズミ）、斉藤慎二〈ジャングルポケット〉（ウォンバット）
「夢大陸」（フジテレビ夏イベント「お台場みんなの夢大陸2017」とのコラボエピソード）に登場。
通りでビラ配りしていた直美、斎藤と斉藤が通り掛かったアキラとロペに声を掛ける。Wサイトウさんで互いの持ちネタを弄り合ったり、直美扮するパンダがアキラに栗まんじゅうみたいって言ったり、アキラを気に入った直美がスマホで写真撮りまくって行くうちにギャラリー（見物人）が増えて行って、いつの間にか客寄せパンダ状態になったりする。
Aqua Timez（メンバー全員 犬）
岐阜県岐阜市とのコラボムービー「もてなし信さんって誰っすか!?」（WEBのみ）数年ぶりに旧友と再会するために岐阜にやって来たアキラとロペの前に、岐阜の観光大使をしているAqua Timezが突然現れ、アキラとロペに織田信長と岐阜との関係について熱弁をしていく。
ヘイ!ヘイ!パスおじさん
声 ‐ 前園真聖（イノシシ）（いちお本人役）
「ヘイヘイパスおじさん」の回に登場。とにかくサッカーしている子供達見ると指導熱に火が付くのか、とにかく「ヘイ!ヘイ!パス!ヘイ!ヘイ!パス!」と叫ばずにいられない。そのため、いつしか「ヘイ!ヘイ!パスおじさん」と呼ばれている。もちろん後ろの方でサッカーしている他の子供達にも同様に声を掛ける熱血指導が止まらない「ヘイヘイパスおじさん」。なお、ルヴァンとのコラボでWEBバージョンでは「ニューヒーローって誰っすか？」という題で、TVのめざまし版と違うバージョンもある。
吉田羊（羊）
「フジサンケイグループ主催「怖い絵展」コラボとして登場。「怖い絵展」より。怖い絵の展覧会に来たアキラとロペ達の前に、案内役の羊の女性が現れ説明しようとするが、必要以上に怖がり過ぎるロペに案内役の羊の女性が更にビビらせる口調で説明しようとする。
多満子（イヌ）萩原（オオカミ）
声 - 新垣結衣、瑛太
映画『ミックス。』コラボとして「ミックス」に登場。公園で子供会での昔ばなしの紙芝居の演目の事でケンカしているアキラと牧野とそれを横で見ていたロペと畑中のいる所に、たまたま通りかかった多満子と萩原が声を掛けてきて、それぞれやりたい演目がバラバラの彼らにお話をミックスしちゃえ!と提案する。
アカネ（ネコ）
声 - 松岡茉優
『バースデー・ワンダーランド』とのコラボとして「自信」の回に登場。自信の持てないアカネにアキラ、牧野、畑中、ロペ達が励まそうとする。
ひなこ（ダックスフント）みなと（イヌ）　映画『きみと、波にのれたら』コラボ回
声 -  川栄李奈（ひなこ）声 -  片寄涼太（みなと）
海の家の前で丘サーファーを自称するアキラ先輩とロペに対し、それをダサイというひなこ、奇妙なやり取りする３人の所にみなとも加わり。更に丘サーファーの心得を熱く説くアキラ先輩達だが･･･。
伊野尾慧（猫）
声 - 伊野尾慧
「特訓」に登場。
フィリックス（例外的にそのまま）
「ピュリナ フィリックス」とのコラボ「このネコできるっす！コラボキャンペーン」に登場。明らかに世界観の違うキャラ且つ普通の猫だが、強引に「海外からの留学生」という設定にされて現れた。何故かアキラ達は違和感なくその設定を受け入れたが、ロペだけは受け入れられずツッコミを入れ続けている（全てスルーされる）。
井上清華（狐）
声　- 井上清華
「スマイルチャージ」に登場。

### Jリーガー（YBCルヴァンカップ）コラボ
G大阪の井手口選手（犬）、浦和レッズの槙野選手（ラクダ）　
「ルヴァンカップ」の回に登場。公園でロペ、アキラ、畑中がそば屋のババロアの話で盛り上がっている所に、たまたま居合わせていた井手口選手と槙野選手が3人（3匹）に観に来て欲しい事を促がす。
C大阪の山口蛍選手（黒ヒョウ）、川崎の 中村憲剛選手（ラクダ）
「ルヴァンカップ決勝」の回に登場。公園でルヴァンカップの応援に行こうと言うアキラとロペと内田だが、ユニフォームが違う内田はペタンクのチビッ子大会の応援と勘違いしていた。そこへC大阪の山口選手と川崎の中村選手が通りがかってロペとアキラと内田の3人に応援を呼び掛ける。

### 国内アニメとのコラボ
総統と吉田くん
声 - FROGMAN
秘密結社鷹の爪のキャラクター。「日本橋関係者内覧会映像」に登場。吉田くんは「なんちゃら兎（紙兎ロペ）とコラボするのは大問題」と言っていたらしい。
まる子（ネコ）、友蔵（イヌ）、アンドレア（イタリアンオオカミ）
声 - TARAKO／島田敏／中川大志／キートン山田（ナレーション）
映画『ちびまる子ちゃん イタリアから来た少年』とのコラボとして登場。『ちびまる子ちゃん』に出てくるキャラクターたちが紙動物として登場。5日連続放送分を原作者のさくらももこが脚本を書き下ろしている。
モンキー・D・ルフィ（猿）、トニートニー・チョッパー（そのまま）
声 - 田中真弓／大谷育江
「海賊船」に登場。『ONE PIECE』のキャラクターで本作のキャラクターと同じ紙でできている。ルフィのみ若干デザインが異なる。ロペとアキラはとある海にサウザンドサニー号が停泊しているのを見かけた時に彼らが現れる。ロペとアキラ曰く「ヤバい奴ら」。最後にルフィがチョッパーを抱えて腕を伸ばし、サニー号に乗り込んだ挙句、サニー号が飛んで行ったためロペとアキラはビックリしたどころか、アキラはギブアップした。
うずまきボルト（狐）、うずまきナルト（狐）
声 - 三瓶由布子／竹内順子
『BORUTO-ボルト- NARUTO NEXT　GENERATIONS』スペシャルコラボとして登場。『BORUTO-ボルト- -NARUTO NEXT GENERATIONS-』のキャラクター。TOHOシネマズ上野 オープン記念コラボ動画に登場。紙狐になったボルトが分身術使って、上野のアメ横商店街に遊びに来ていたロペとアキラ先輩の前に現れて映画館の場所を聞きに来るが、驚くロペを尻目に突っ込みを入れるアキラ先輩。終いにはナルトまで登場する。また、東宝系列のアニメ同士とはいえ放送局を越えてのコラボは極めて異例である。

### 番外編
かいせつくん（ライオン）
声 - 不明
『めざましテレビ』の新コーナーに登場するという新キャラクターとのコラボ。難しいニュースや話題を常に求め欲しがる一方、芸能ニュースや身近な話題等には全く無関心らしい。最近ではいつの間にか見なくなっている。

### 海外アニメ・コラボ&ゲスト
ティム・バートン（犬）
声は本人。めざましテレビ「来日」で登場。アキラ先輩にサイン入り映画チケットを渡した（当時は「フランケンウィニー」キャンペーン時だったが、ディズニー映画だったため作品コラボ実現ならず）。KITERETSUの制作スタッフらがティム・バートンの大ファンだった事から出演が実現したらしい。
レッド、チャック、マチルダ、ボム、ザ・ブルース、ステラ、ミニオンピッグ（カートゥーンおよびゲーム）
「スリングショット」に登場。『アングリーバード』のキャラクター。本作のキャラクターと同じ紙でできていて、目全体が黒くて、興奮したりすると白目になる。ロペとアキラが偶然通りかかったところ、卵を盗んだミニオンピッグが乗っている飛行船を地面に刺した巨大なスリングショットで狙おうとレッドをスリングショットのゴム紐にセットしてマチルダ、ボム、ロペ（偶然通りかかったところ手伝わされた）がスリングショットのY字を抑えて、チャック、アキラ（偶然通りかかったところ手伝わされた）がレッドをセットしたゴム紐を数メートル以上引っ張るが、飛行船から笛とともに白旗を出してマチルダ、ボム、ロペがそれに気づいた時、Y字が地面から外れてしまいマチルダ、ボム、ロペがY字とともにレッド、チャック、アキラのほうへ飛んでいき、思いっきり衝突した（画面の外で衝突したためどのくらいケガしたかは不明）。ザ・ブルース、ステラは応援。
ミニオンズ（例外的にそのまま）
声 - ピエール・コフィン
「黄色いの」「ボス」に登場。『怪盗グルーのミニオン危機一発』『怪盗グルーの月泥棒 3D』『怪盗グルーのミニオン大脱走』のコラボ回に登場。『ミニオンズ』のキャラクター。本作のキャラクターと同じ紙でできている。「黄色いの」ではロペたちがだるまさんがころんだをしているときに1体目が登場、次に2、3体目が登場し、最後はたくさん登場して去る。「ボス」ではケビン、スチュワート、ボブが登場。「バナナ」や「ボス」が言えて、日本語がわかる。バナナを目当てに「ラビッツフルーツ」にやってきたが、ロペが「150円ね」と言われたがお金がないのでガッカリしながら行こうとしたところアキラが代わりに買ってあげようとしたところ、アキラをボス扱いし始めたが、ロペが傷みがひどくておろしたバナナを無料であげようとしたところ、今度はロペをボス扱いし始めた。「ミニオン大脱走」でアキラが悪い奴になると宣言したところ、脱走中のミニオンズに出くわしミニオンズは大喜びするが、横断歩道渡ってきたお婆さんの荷物を反射的に持ってしまうという正反対の善意を行ってしまったため、アキラはミニオンズ達からいっせいに総ブーイングを食らってしまう。そんなアキラを横で見ていたロペは思わず苦笑いする。
バスター・ムーン（コアラ）
声 - 内村光良（ウッチャンナンチャン）
「SING」〈コラボ回〉に登場。劇場の支配人で、アーケード商店街でビラ配りしていた時に、たまたま通りかかったアキラ、ロペ、牧野に声を掛けてスカウトする。しかし、ロペには声が良いと褒め、牧野にはスタイルが良いと褒め、自信が無い、恥ずかしいと躊躇するロペと牧野には念押しで褒める一方、アキラに対してだけは褒めずに「気にするなって顔が合わせ味噌だからって」と言って顔を弄る方向になった。「赤味噌、白味噌と両方持ってるのは君位だぞ」と言って最後にアキラから「褒めろって!」と突っこまれる。
グリンチ（例外的にそのまま）
声 - 大泉洋
「グリンチ」の回に登場。クリスマス嫌いのグリンチが中華料理の「今一」に居て、ロペとアキラに遭遇する。何かとメニューにイチャモンを付けてはクリスマスを無理やり連想させ難癖付け、アキラに突っこまれる。バンバンジーは鶏肉だからクリスマスだとかあんかけチャーハンやしまいに白米でさえクリスマスと結び付けて難癖付ける面倒臭さに今一の親爺も呆れる。
キャプテンスノーボール（ウサギ）
声 - 中尾隆聖
「自称スーパーヒーロー」の（ペット2コラボ）回に登場。スーパーヒーロー気取るもロペとアキラに結局「何もしていないのではないか」突っこまれる。
アッシュ（ヤマアラシ）
声 - 長澤まさみ
「SING/シング: ネクストステージ」〈コラボ回〉に登場。クリスタル・タワー・シアターでのショーに出演するため、ジョニー・グンターとともにバス停に訪れる。バスで移動を使用とするジョニーに対して「バスの中でリハーサルするの？」、クリスタル・タワー・シアターと下町公民館を間違えるアキラに対して「うそでしょ？」など終始ツッコミ役として立ち回る。
ジョニー（ゴリラ）
声 - 大橋卓弥（スキマスイッチ）
「SING/シング: ネクストステージ」〈コラボ回〉に登場。クリスタル・タワー・シアターでのショーに出演するため、アッシュ・グンターとともにバス停に訪れる。ロペ・アキラにクリスタル・タワー・シアター行きのバス乗り場の場所を訪ねるも下町公民館へ行くよう促される。アッシュ・グンターが下町公民館をクリスタル・タワー・シアターと勘違いする中、最後まで違和感を感じていたものの、彼自身もクリスタル・タワー・シアターの場所を知らないため、最終的には下町公民館へ向かうことを決めてしまう。
グンター（ブタ）
声 - 斎藤司（トレンディエンジェル）
「SING/シング: ネクストステージ」〈コラボ回〉に登場。クリスタル・タワー・シアターでのショーに出演するため、アッシュ・ジョニーとともにバス停に訪れる。クリスタル・タワー・シアターを目指しているにも関わらず、ロペ・アキラから下町公民館へ行くことを促されると3匹の中で真っ先に合意してしまう。また、「ピギーパワー」と連呼し、アキラから「それ何だよ」と突っ込まれる。

## DVD・エピソードリスト

### DVD
- 紙兎ロペ（2011年1月28日発売）
- 紙兎ロペ2（2012年1月27日発売） ※2011年9月17日よりTOHOシネマズ限定先行販売
- 紙兎ロペ3（2012年11月23日発売） ※2012年5月11日よりTOHOシネマズ限定先行販売
- 紙兎ロペ 〜笑う朝には福来たるってマジっすか!?1（2013年6月21日発売）※2013年6月15日より
- 紙兎ロペ 〜笑う朝には福来たるってマジっすか!?2（2013年6月21日発売）※2013年6月15日よりTOHOシネマズ限定先行販売
- 紙兎ロペ 〜笑う朝には福来たるってマジっすか!?3（2013年12月20日発売）
- 紙兎ロペ 〜笑う朝には福来たるってマジっすか!?4（2013年12月20日発売）
- 紙兎ロペ 〜笑う朝には福来たるってマジっすか!?5（2014年8月20日発売）
- 紙兎ロペ 〜笑う朝には福来たるってマジっすか!?6（2015年3月18日発売）
- 紙兎ロペ 〜笑う朝には福来たるってマジっすか!?7（2015年3月18日発売）
- 紙兎ロペ 〜笑う朝には福来たるってマジっすか!?8（2015年11月18日発売）
- 紙兎ロペ 〜笑う朝には福来たるってマジっすか!?9（2015年11月18日発売）
- 『紙兎ロペ 〜笑う朝には福来たるってマジっすか!?〜』 放送1,000回突破記念 アニバーサリー・エディション（2017年1月18日発売）

### コラボエピソード&WEB限定版
| サブタイトル                                                                    | 上映期間                                              | 備考                                                        |
| ------------------------------------------------------------------------------- | ----------------------------------------------------- | ----------------------------------------------------------- |
| コミコミパック (紙兎ロペ 笑う朝には福来たるってマジっすか! ? 2、エピソード16)   | 5月15日 (DVD 2013年6月21日)                           | 宝くじとのコラボ WEB限定版                                  |
| 店番 (紙兎ロペ 笑う朝には福来たるってマジっすか! ? 2、エピソード17)             | 4月25日 2012年7月 (日本映画専門ch、DVD 2013年6月21日) | 宝くじとのコラボ WEB限定版                                  |
| くちパッサパサ (紙兎ロペ 笑う朝には福来たるってマジっすか! ? 2、エピソード18)   | 5月20日 (DVD 2013年6月21日)                           | 宝くじとのコラボ WEB限定版                                  |
| 大掃除 (紙兎ロペ 笑う朝には福来たるってマジっすか! ? 2、エピソード19)           | (DVD 2013年6月21日)                                   | 宝くじとのコラボ WEB限定版                                  |
| ラッキーアイテム (紙兎ロペ 笑う朝には福来たるってマジっすか! ? 2、エピソード20) | 5月10日 (DVD 2013年6月21日)                           | 宝くじとのコラボ WEB限定版                                  |
| 運動神経 (紙兎ロペ 3、エピソード3)                                              | 2012年5月22日 - 2012年5月31日 (DVD 2012年11月23日)    | 帽子ブランドCA4LAとのコラボ WEB限定版                       |
| 打ち水 (紙兎ロペ 3、エピソード7)                                                | (DVD 2012年11月23日)                                  | Fitsとのコラボ                                              |
| 左利き (紙兎ロペ 3、エピソード8)                                                | (DVD 2012年11月23日)                                  | サカゼンとのコラボ                                          |
| スピード写真 (紙兎ロペ 3、エピソード14)                                         | (DVD 2012年11月23日)                                  | H.I.S.とカナディアン・ロッキーとのコラボ                    |
| ウィフィ...? (紙兎ロペ 3、特典エピソード3)                                      | 2012年3月11日 (DVD 2012年11月23日)                    | auとのコラボ WEB限定版                                      |
| スマホで!? (紙兎ロペ 3、特典エピソード4)                                        | 2012年3月14日 (DVD 2012年11月23日)                    | auとのコラボ WEB限定版                                      |
| ともコミ (紙兎ロペ 3、特典エピソード2)                                          | 2012年3月14日 (DVD 2012年11月23日)                    | auとのコラボ WEB限定版                                      |
| ホラー (紙兎ロペ 笑う朝には福来たるってマジっすか! ? 1、エピソード18)           | 2012年7月10日 (DVD 2013年6月21日)                     | auとのコラボ WEB限定版                                      |
| ピロロロ♪ (紙兎ロペ 笑う朝には福来たるってマジっすか! ? 1、エピソード19)        | 2012年7月24日 (日本映画専門ch、DVD 2013年6月21日)     | auとのコラボ WEB限定版                                      |
| うたパス (紙兎ロペ 笑う朝には福来たるってマジっすか! ? 1、エピソード20)         | 2012年8月31日 (DVD 2013年6月21日)                     | auとのコラボ WEB限定版                                      |
| オレンジ色                                                                      | 2015年12月5日                                         | auとのコラボ WEB限定版                                      |
| 重大発表                                                                        | 2015年12月13日                                        | auとのコラボ WEB限定版                                      |
| 救世主                                                                          | 2016年3月7日                                          | auとのコラボ WEB限定版                                      |
| サラウンドヘッドホン (紙兎ロペ 3、特典エピソード1)                              | 2012年3月19日 - 2012年3月30日 (DVD 2012年11月23日)    | パナソニックとのコラボ                                      |
| 海編                                                                            | 2009年11月5日 (TV 2013年6月6日)                       | TOHOシネマズとのコラボ WEB限定版                            |
| インターネットチケット“vit”特別映像                                             | 2012年                                                | TOHOシネマズとのコラボ WEB限定版                            |
| バレンタインデー (紙兎ロペ 3、エピソード12)                                     | 2012年2月13日 (DVD 2012年11月23日)                    | TOHOシネマズとのコラボ WEB限定版                            |
| TOHOシネマズが高校生料金を1,000円に！"紙ロペ"応援映像                           | 2013年4月27日                                         | TOHOシネマズとのコラボ WEB限定版                            |
| フレーバー                                                                      | 2013年9月11日                                         | TOHOシネマズとのコラボ WEB限定版                            |
| 日本橋関係者内覧会映像：紙兎ロぺ＆鷹の爪コラボ映像 (鷹の爪とのコラボ)           | 2014年3月25日                                         | TOHOシネマズとのコラボ WEB限定版                            |
| 柏                                                                              | 2016年3月16日                                         | TOHOシネマズとのコラボ WEB限定版                            |
| 紙兎ロペ 映画番組をアニメで生実況ってマジっすか ！？                            | 2017年5月11日 - (LINE LIVE配信)                       | TOHOシネマズとのコラボ WEB限定版                            |
| 「紙兎ロぺ」×「BORUTO-ボルト- NARUTO NEXT GENERATIONS」                         | 2017年10月12日                                        | TOHOシネマズとのコラボ WEB限定版                            |
| ＰＯＰ＆ＣＯＫＥ(R) ＤＡＹ                                                      | 2019年3月8日                                          | TOHOシネマズとのコラボ WEB限定版                            |
| YouTubeチャンネル                                                               | 2019年7月5日                                          | TOHOシネマズとのコラボ WEB限定版                            |
| 総計1,270名様に当たる！ 2019サマーマイル交換キャンペーン                        | 2019年7月12日                                         | TOHOシネマズとのコラボ WEB限定版                            |
| 熊本サクラマチ                                                                  | 2019年7月18日                                         | TOHOシネマズとのコラボ WEB限定版                            |
| 組み合わせ                                                                      | 2019年8月1日                                          | TOHOシネマズとのコラボ WEB限定版                            |
| 組み合わせ Part2                                                                | 2019年8月20日                                         | TOHOシネマズとのコラボ WEB限定版                            |
| 2019ポップコーン＆ドリンク総選挙結果発表                                        | 2019年8月30日                                         | TOHOシネマズとのコラボ WEB限定版                            |
| LINE Pay                                                                        | 2019年9月30日                                         | TOHOシネマズとのコラボ WEB限定版                            |
| お財布忘れ顔                                                                    | 2020年1月24日                                         | TOHOシネマズとのコラボ WEB限定版                            |
| ワンコイン                                                                      | 2020年3月19日                                         | TOHOシネマズとのコラボ WEB限定版                            |
| 何の味                                                                          | 2014年1月11日 - 2014年4月18日                         | 同上 劇場限定版                                             |
| メルマガ                                                                        | 2014年5月10日 - 2015年4月3日                          | 同上 劇場限定版                                             |
| コーティング                                                                    | 2015年4月4日 - 2015年8月28日                          | 同上 劇場限定版                                             |
| 必殺技 (ゴジラのコラボ+東京メトロICタッチキャンペーン)                          | 2015年4月4日 - 2015年5月 (新宿のみ)                   | 同上 劇場限定版                                             |
| フリフリタイム                                                                  | 2015年8月29日 - 12月11日・2016年3月5日 - 4月15日      | 同上 劇場限定版                                             |
| ホットドッグ (ジョンソンヴィル ホットドッグのコラボ)                            | 2015年12月12日 - 2016年3月4日                         | 同上 劇場限定版                                             |
| IMAX                                                                            | 2015年12月18日 - (二条のみ)                           | 同上 劇場限定版                                             |
| アプリ                                                                          | 2016年4月16日 -                                       | 同上 劇場限定版                                             |
| 仙台オープン                                                                    | 2016年7月1日 -                                        | 同上 劇場限定版                                             |
| ポップコーンの歌                                                                | 2016年 -                                              | 同上 劇場限定版                                             |
| スター・トレック BEYOND (コラボ)                                                | 2016年8月17日 -                                       | 同上 劇場限定版                                             |
| まるで、生めん。                                                                | 2013年7月15日                                         | 日清ラ王とのコラボ                                          |
| チケット                                                                        | 2013年8月3日 - 9月13日                                |                                                             |
| ガス展行くってマジっすか!?                                                      | 2013年9月19日                                         | 東京ガスとのコラボ WEB限定                                  |
| 東京ガスライフバルって何すか!?                                                  | 2013年10月7日                                         | 東京ガスとのコラボ WEB限定                                  |
| しりとり                                                                        | 2013年10月14日                                        | タイヤ館とのコラボ WEB限定版                                |
| アライメントとぉー、センターフィットって何スカ？                                | 2013年11月6日                                         | タイヤ館とのコラボ WEB限定版                                |
| スタッドレスタイヤこそ、プロにお任せだべ！                                      | 2013年11月14日                                        | タイヤ館とのコラボ WEB限定版                                |
| ざんみぞ                                                                        | 2014年2月14日                                         | タイヤ館とのコラボ WEB限定版                                |
| 最強の計画                                                                      | 2014年2月28日                                         | タイヤ館とのコラボ WEB限定版                                |
| メンパス                                                                        | 2014年3月14日                                         | タイヤ館とのコラボ WEB限定版                                |
| 長持ちお得                                                                      | 2014年4月18日                                         | タイヤ館とのコラボ WEB限定版                                |
| メンテナンス                                                                    | 2014年5月14日                                         | タイヤ館とのコラボ WEB限定版                                |
| 女子受け                                                                        | 2014年6月20日                                         | タイヤ館とのコラボ WEB限定版                                |
| 先取り                                                                          | 2014年8月15日                                         | タイヤ館とのコラボ WEB限定版                                |
| たよれる ( 紙兎ロペ 笑う朝には福来たるってマジっすか! ? 7、エピソード24)        | 2014年10月31日 (DVD 2015年3月18日)                    | タイヤ館とのコラボ WEB限定版                                |
| 選び抜きます                                                                    | 2014年11月14日                                        | タイヤ館とのコラボ WEB限定版                                |
| ちゃんと買い                                                                    | 2015年3月12日                                         | タイヤ館とのコラボ WEB限定版                                |
| ちゃんと点検!SONGだべ!!                                                         | 2015年5月8日                                          | タイヤ館とのコラボ WEB限定版                                |
| 10円落とした                                                                    | 2014年3月31日                                         | 同上、CM                                                    |
| ズボン破れた                                                                    | 2014年6月20日                                         | 同上、CM                                                    |
| 冬タイヤえらび                                                                  | 2014年10月17日                                        | 同上、CM                                                    |
| 軽・コンタイヤ                                                                  | 2015年3月12日                                         | 同上、CM                                                    |
| タイヤ選びをサポート〜夏タイヤ                                                  | 2015年10月30日- 2016年10月14日                        | 同上、CM                                                    |
| タイヤ選びをサポート〜冬タイヤ                                                  | 2015年10月30日- 2016年10月14日                        | 同上、CM                                                    |
| よっ分かりやすい！                                                              | 2016年3月11日                                         | 同上、CM                                                    |
| 合いの手                                                                        | 2016年4月8日                                          | 同上、CM                                                    |
| レンジでカンタンマジで便利 CP                                                   | 2013年11月                                            | ニッポンハムとのコラボ WEB限定版                            |
| リニューアル                                                                    | 2014年3月                                             | ニッポンハムとのコラボ WEB限定版                            |
| ハイキング                                                                      | 2014年4月                                             | ニッポンハムとのコラボ WEB限定版                            |
| バンド ( 紙兎ロペ 笑う朝には福来たるってマジっすか! ? 6、エピソード24)          | 2014年1月21日 (DVD 2015年3月18日)                     | 資生堂とのコラボ WEB限定版                                  |
| ビーチ ( 紙兎ロペ 笑う朝には福来たるってマジっすか! ? 6、エピソード23)          | 2014年6月21日 (DVD 2015年3月18日)                     | 資生堂とのコラボ WEB限定版                                  |
| 嵐 ( 紙兎ロペ 笑う朝には福来たるってマジっすか! ? 4、エピソード20)              | 2014年2月3日 (DVD 2013年12月20日)                     | 未放送 DVD+WEB限定版                                        |
| パチンコ (紙兎ロペ 笑う朝には福来たるってマジっすか! ? 5、エピソード4)          | 2014年7月14日 (DVD 2014年8月20日)                     | 未放送 WEB+DVD限定版                                        |
| しりとり                                                                        | 2014年8月4日                                          | 未放送 WEB限定版                                            |
| 青のり                                                                          | 2014年12月                                            | ライオンとのコラボ WEB限定版                                |
| 書き初め                                                                        | 2014年12月                                            | ライオンとのコラボ WEB限定版                                |
| OCS                                                                             | 2014年12月                                            | ライオンとのコラボ WEB限定版                                |
| 幻のラーメン                                                                    | 2015年8月14日                                         | セブン銀行とのコラボ WEB限定版                              |
| 実況                                                                            | 2016年3月25日                                         | 対戦ズーキーパーとのコラボ WEB限定版                        |
| 紙兎ロペ山鹿灯籠まつりバージョン                                                | 2016年7月26日                                         | 山鹿探訪とのコラボ WEB限定版                                |
| 防寒                                                                            | 2016年10月5日                                         | ワコールとのコラボ WEB限定版                                |
| ワコール・スゴ衣 2017AW                                                         | 2017年09月6日                                         | ワコールとのコラボ WEB限定版                                |
| ワコール・スゴ衣 薄軽暖 2017AW                                                  | 2017年09月6日                                         | ワコールとのコラボ WEB限定版                                |
| ワコール・スゴ衣 薄軽暖 2017AW 2                                                | 2017年09月6日                                         | ワコールとのコラボ WEB限定版                                |
| ワコール・思いの丈 2017AW                                                       | 2017年09月6日                                         | ワコールとのコラボ WEB限定版                                |
| ワコール・思いの丈 2017AW 2                                                     | 2017年09月6日                                         | ワコールとのコラボ WEB限定版                                |
| ルヴァンカップと「紙兎ロぺ」がコラボ！                                          | 2016年10月10日                                        | ルヴァンカップとのコラボ WEB限定版                          |
| 浦和の槙野選手、Ｇ大阪の井手口選手出演！                                        | 2016年10月13日                                        | ルヴァンカップとのコラボ WEB限定版                          |
| 紙兎ロペも待ちきれない？2017ＪリーグYBCルヴァンカップ開幕！                     | 2017年3月14日                                         | ルヴァンカップとのコラボ WEB限定版                          |
| ルヴァンパーティ                                                                | 2017年7月23日                                         | ルヴァンカップとのコラボ WEB限定版                          |
| オープンドロー                                                                  | 2017年7月28日                                         | ルヴァンカップとのコラボ WEB限定版                          |
| ニューヒーローって誰っすか？                                                    | 2017年10月5日                                         | ルヴァンカップとのコラボ WEB限定版                          |
| ルヴァンカップ決勝                                                              | 2017年11月2日                                         | ルヴァンカップとのコラボ WEB限定版                          |
| ロペの親戚3姉妹！？                                                             | 2017年2月21日                                         | ROPÉ SISTERSとのコラボ WEB限定版                            |
| おしゃれマスター解決！ピク子（ROPE' PICNIC）                                    | 2017年8月2日                                          | ROPÉ SISTERSとのコラボ WEB限定版                            |
| お城下スプリングフェスタ2017告知動画                                            | 2017年2月28日                                         | まちづくり松山とのコラボ参加 WEB限定版                      |
| フジテレbe with you「紙兎ロペ」篇（実写合成）                                   | 2017年3月17日                                         | フジテレbe with you第4弾 キャンペーンコラボWEB限定版        |
| ダイエットサプリ ナチュリズム                                                   | 2017年6月20日                                         | 楽天「ナチュリズム」とコラボ WEB限定版                      |
| 留学生ってマジっすか!?：序章「新しい仲間」                                      | 2017年9月3日                                          | ネスレPurinaフィリックス コラボムービーシリーズ WEB限定版   |
| 留学生ってマジっすか!?：1話「フィリックス」                                     | 2017年9月7日                                          | ネスレPurinaフィリックス コラボムービーシリーズ WEB限定版   |
| 留学生ってマジっすか!?：2話「異文化コミュニケーション」                         | 2017年9月13日                                         | ネスレPurinaフィリックス コラボムービーシリーズ WEB限定版   |
| 留学生ってマジっすか!?：3話「ハロウィン」                                       | 2017年10月3日                                         | ネスレPurinaフィリックス コラボムービーシリーズ WEB限定版   |
| 留学生ってマジっすか!?：4話「白黒」                                             | 2017年10月31日                                        | ネスレPurinaフィリックス コラボムービーシリーズ WEB限定版   |
| 留学生ってマジっすか!?：5話「クリスマス」                                       | 2017年11月30日                                        | ネスレPurinaフィリックス コラボムービーシリーズ WEB限定版   |
| フィリックスｘ紙兎ロペ2018 コラボムービー予告編                                 | 2018年10月1日                                         | ネスレPurinaフィリックス コラボムービーシリーズ WEB限定版   |
| フィリックスｘ紙兎ロペ2018 コラボムービー エピソード１                          | 2018年10月10日                                        | ネスレPurinaフィリックス コラボムービーシリーズ WEB限定版   |
| フィリックスｘ紙兎ロペ2018 コラボムービー エピソード２                          | 2018年11月5日                                         | ネスレPurinaフィリックス コラボムービーシリーズ WEB限定版   |
| フィリックスｘ紙兎ロペ2018 コラボムービー エピソード３                          | 2018年12月3日                                         | ネスレPurinaフィリックス コラボムービーシリーズ WEB限定版   |
| 新作コラボムービーに登場するネコさん大募集ってマジっすか!?                      | 2019年10月1日                                         | ネスレPurinaフィリックス コラボムービーシリーズ WEB限定版   |
| コラボグッズが当たるってマジっすか!?                                            | 2019年10月7日                                         | ネスレPurinaフィリックス コラボムービーシリーズ WEB限定版   |
| 新作コラボムービーEpisode1 小さいことはいいことだ編                             | 2019年11月1日                                         | ネスレPurinaフィリックス コラボムービーシリーズ WEB限定版   |
| もてなし信さんって誰っすか！？                                                  | 2017年9月28日                                         | Aqua Timez（紙動物化で登場） 岐阜市とのコラボWEB限定版      |
| アキラ先輩の10回クイズ〜デートスポット編〜                                      | 2019年4月5日                                          | 岐阜市とのコラボWEB限定版                                   |
| アキラ先輩の10回クイズ〜アクセス編〜                                            | 2019年4月5日                                          | 岐阜市とのコラボWEB限定版                                   |
| エリエール 紙兎ロペ 花粉省 発表会編                                             | 2018年1月3日                                          | エリエール 紙兎ロペ 花粉省 コラボムービーシリーズ WEB限定版 |
| エリエール 紙兎ロペ 花粉省 発足編                                               | 2018年1月3日                                          | エリエール 紙兎ロペ 花粉省 コラボムービーシリーズ WEB限定版 |
| 紙兎ロペ コラボ動画 花粉省 赤い鼻の国民を救え編                                 | 2018年1月3日                                          | エリエール 紙兎ロペ 花粉省 コラボムービーシリーズ WEB限定版 |
| エリエール「紙兎ロペ コラボ動画 花粉省」床にも花粉が･･･篇                       | 2019年1月9日                                          | エリエール 紙兎ロペ 花粉省 コラボムービーシリーズ WEB限定版 |
| エリエール「紙兎ロペ コラボ動画 花粉省」赤い鼻のサンタ篇                        | 2019年1月9日                                          | エリエール 紙兎ロペ 花粉省 コラボムービーシリーズ WEB限定版 |
| エリエール「紙兎ロペ コラボ動画 花粉省」 働き方改革篇                           | 2019年1月9日                                          | エリエール 紙兎ロペ 花粉省 コラボムービーシリーズ WEB限定版 |
| キッチンリフォーム                                                              | 2018年6月3日                                          | 長野都市ガスとのコラボ 期間限定 WEB限定版                   |
| バスルーム                                                                      | 2018年6月10日                                         | 長野都市ガスとのコラボ 期間限定 WEB限定版                   |
| ※未知のタイトル                                                                 | 2018年6月17日                                         | 長野都市ガスとのコラボ 期間限定 WEB限定版                   |
| トイレ                                                                          | 2018年6月24日                                         | 長野都市ガスとのコラボ 期間限定 WEB限定版                   |
| 阪南大学 コラボムービー「＃阪南ライフ」                                         | 2018年9月4日                                          | 阪南大学とのコラボ WEB限定                                  |
| 不動産王編                                                                      | 2019年4月26日                                         | Ricordiとのコラボ WEB限定版                                 |
| 偏見編                                                                          | 2019年8月2日                                          | Ricordiとのコラボ WEB限定版                                 |
| 普通編                                                                          | 2019年10月2日                                         | Ricordiとのコラボ WEB限定版                                 |
| あやまち編                                                                      | 2019年7月16日                                         | 大正製薬とのコラボ WEB限定                                  |
| コバラサポート愛編                                                              | 2019年7月16日                                         | 大正製薬とのコラボ WEB限定                                  |

## 劇場長編アニメ映画
『映画紙兎ロペ つか、夏休みラスイチってマジっすか!?』（かみうさぎロペ つか、なつやすみラスイチってマジっすか!?）は、2012年5月12日より公開の日本の長編アニメーション映画。上映時間85分。バカリズムは声優初挑戦となる。
キャッチコピーは「"映画化は不可能でしょ"と言われた「紙兎ロペ」が、まさかの映画化!!」。
プロモーションではロペとアキラ先輩の着ぐるみが登場し、全国の上映館での舞台挨拶や5月22日にオープンした東京スカイツリータウンでのイベントに出席するなどした。

### あらすじ
夏休みの最終日を満喫するアキラだったが、自由研究にまったく手をつけていない。さらに、姉のピアスを壊したアキラは、今日のデートまでに直して持ってくるよう言われていた。アキラとロペは、自由研究のテーマを「ツチノコ探し」と決める。2人はツチノコを探しているとき、イヤリングを拾う。それは怪盗団デビルキャッツが、美術館から盗み出した宝石「王妃の涙」だった。

### スタッフ（映画）
- 声の出演（ロペ、アキラ　など）・キャラクターデザイン・脚本・監督 - 内山勇士
- アニメーション演出・アートディレクション・脚本・監督 - 青池良輔
- 企画・プロデュース - 日下部雅謹
- 配給 - 東宝映像事業部（当時）
- 企画・制作プロダクション - KITERETSU
- 製作 - 映画『紙兎ロペ』プロジェクト

## プラネタリウム映画
『プラネタリウム 紙兎ロペ〜ネタバレすっと、おれらロケット飛ばすってマジっすか!?』（プラネタリウム　かみうさぎロペ ネタバレおれらロケットとばすってマジっすか!?）は日本のプラネタリウムアニメーション。2014年に第5回国際科学映像祭ドームフェスタ in Hiroshima  で上映された。上映時間 約25分。
キャッチコピーは「史上初!! 『紙兎ロペ』が、まさか！？のプラネタリウムに登場！」。

### あらすじ
ペットボトルロケットで遊んでるロペたち。打ち上げに失敗し、茂みに落ちたロケットを探しに行ったロペとアキラがそこで見たのは、宇宙人っぽい謎の子供。こうして、ロペとアキラは、宇宙に詳しいらしい、町工場の通称「宇宙ジイさん」の力を借りて宇宙人の迷子を宇宙へ返す作戦を決行する。

#### ソフト化について
なお、DVD、およびBlu-rayでの未発売であり、現在のところ発売予定は無い。

### スタッフ
- 原作：内山勇二、青池良輔
- 監督・脚本：青池良輔
- プロデューサー：日下部雅謹
- 企画：KITERETSU/エクスプローラーズ ジャパン/太陽企画
- 製作：フジテレビジョン/紙兎ロペプロジェクト
- アニメーション制作：KITERETSU

## LINE-LIVE（TOHOシネマズ）
紙兎ロペ 映画番組をアニメで生実況ってマジっすか!?は、2017年から始まったLINE LIVEの映画実況番組。
毎月1、2回映画を紹介する実況番組で、基本的にロペとアキラ先輩と西宮先輩中心で番組を進行だったが、2018年は2月と4月と9月は月1放送していない。更に2019年には2月以降放送していない。不定期で西宮先輩の代役でアキラの姉の友達（本編で名前無し） が登場する事もある。毎回映画関係者（配給会社の人）も紙動物状態（犬か猫その他動物）で登場する。生実況であっても紙兎界らしい緩いやり取りで進行して行く。ゲストによっては紙動物キャラで登場する事も。

### 配信リスト
- 第1回「ワイルド・スピード ICE BREAK」2017年5月9日　この回で声優の山路和弘が紙動物のヒョウで登場。
- 第2回「TAP THE LAST SHOW」2017年6月16日
- 第3回「パイレーツ・オブ・カリビアン/最後の海賊」2017年07月14日
- 第4回「怪盗グルーのミニオン大脱走」2017年7月07日　この回では歌い手のLiSAが紙動物（猫）でも登場。
- 第5回「スパイダーマン ホームカミング」2017年8月11日
- 第6回「恋と嘘」2017年9月6日
- 第7回「エイリアン: コヴェナント」2017年9月15日　この回では声優の置鮎龍太郎が紙動物（犬＝ビーグル）でも登場。
- 第8回「アウトレイジ 最終章」2017年9月25日
- 第9回「猿の惑星: 聖戦記」2017年10月12日　この回では荒俣宏が途中紙動物（犬）に変身した。
- 第10回「バリー・シール アメリカをはめた男」2017年11月1日　この回では丸山ゴンザレスが紙動物のクマで、桐谷広人が紙動物の犬で登場した。
- 第11回「氷菓」2017年11月5日
- 第12回 ｢鋼の錬金術師｣　2017年12月1日 この回では曽利監督は紙動物の犬で登場。なお、水石亜飛夢が鎧そのままでアニメで登場した。
- 第13回 ｢探偵はbarにいる3｣　2017年12月2日　 この回では大泉洋は紙動物の犬で登場した。
- 第14回「リベンジgirl」 2017年12月25日
- 第15回 ｢リバーズ・エッジ｣ 2018年1月31日 この回では二階堂ふみと吉沢亮が紙動物の犬に扮した｡二階堂がキャバリア・キング・チャールズ・スパニエルで吉沢が黒の日本犬で登場｡
- 第16回「パシフィック・リム: アップライジング 」2018年3月26日
- 第17回「ピーターラビット」2018年5月10日　この回では千葉雄大がウサギに扮するもロペとは違う世界観のウサギになる。
- 第18回「デッドプール2」2018年5月29日　この回では声優の加瀬康之はデッドプールそのものに変身する。
- 第19回「焼肉ドラゴン」2018年6月22日
- 第20回「BLEACH」2018年7月10日
- 第21回 ｢劇場版 七つの大罪｣ 2018年8月18日 ※国内アニメ映画の紹介は初めてである。
- 第22回 ｢ビブリア古書堂の事件手帖｣ 2018年10月22日
- 第23回 ｢走れ！T校バスケット部」2018年11月3日
- 第24回「平成仮面ライダー20作記念 仮面ライダー平成ジェネレーションズ FOREVER」2018年12月22日
- 第25回 ｢アリータ: バトル・エンジェル｣ 2019年2月14日
- 第26回「第91回アカデミー賞を楽しもう！」（特別編） 2019年2月20日
- 第27回「翔んで埼玉」2019年2月22日　この回ではGACKTと二階堂ふみがネコに変身した。
- 第28回「ハロウィンおすすめ作品特集！」（特別編） 2019年10月31日
- 第29回「第92回アカデミー賞を楽しもう！」（特別編） 2020年2月6日

※なお、映画のレイティングでG（オール一般向け）の作品の作品ばかりでなく「エイリアンコヴェナント」や「アウトレイジ」のような制限付の映画も紹介する事もあり、実況では全年齢の閲覧可であっても映画自体はR指定があるので、紙兎ロペだからといってファミリー層向けの映画ばかり紹介するとは限らない。

## テレビアニメ

### miniロペ
日本映画専門チャンネルにて、2012年5月4日から2012年5月25日 に映画とのコラボとして放送されていた4分 - 5分間のミニ番組。ロペとアキラ先輩が毎月、様々なジャンルの〝モノ″や〝サービス″を紹介する。全4話。

### 紙兎ロペ 〜笑う朝には福来たるってマジっすか!?
フジテレビ系列の『めざましテレビ』にて、2012年11月16日 より毎週金曜日にめざましアニメコーナーとして放送開始。2013年1月4日より、月曜日から金曜日まで毎日放送（新作だけでなく再放送やDVD版を枠内に収まる様に編集した物も含まれる）される。2013年3月16日土曜日に1度だけ『めざましどようび』で『紙兎ロペ 笑う朝には福来たるってマジっすか!?』傑作選として既放送分の2〜3話を纏めて再放送された。
2013年6月21日にめざましテレビ版放映分DVDの1、2巻が発売。12月20日に3、4巻が発売。2014年8月20日に5巻が発売。2015年3月18日に6、7巻が発売。
2016年11月29日で放送開始1000回を突破した事に伴い、『放送1000回突破 紙兎ロペ 笑う朝には福来るってマジっすか!?アニバーサリー』が2016年11月28日 - 2016年12月2日までゲスト声優を迎えて放送された。
- 月:ももいろクローバーZ　(2016年11月28日)
- 火:はじめしゃちょー　(2016年11月29日)
- 水:ゴールデンボンバー　(2016年11月30日)
- 木:高橋みなみ　(2016年12月1日)
- 金:岡副麻希　(2016年12月2日)

### スタッフ
- 原作 - 内山勇士
- 監督 - 内山勇士→青池良輔→鬼木潤、岡田幸生、喜多春仁、矢吹涼子（ROBOT）
- 脚本 - 内山勇士→青池良輔、宮本武史、鈴木智尋、下田ふゆき、オースミユーカ、木梨亜美、喜多春仁、アサダアツシ、岡田幸生、宮野泰樹、山越和宏、上野友之、ケケ目ノレ日也 ほか
- アニメーション制作 - 青池良輔→青木伸二、河村康平、伊藤沙耶、外山拓、日高三博、森野あるじ、阿部鉄兵、鬼木潤、寺野徳人、平岡直、中本真紀子、難波佑季、平山綾子、大重典子、鈴木舞、平良千恵子、大野玲奈、泉川直樹
- 企画・プロデュース - 日下部雅謹→KITERETSU
- キャラクターデザイン - 内山勇士→宮野泰樹、平山綾子
- 背景撮影 - 松岡由衣、庭月野議啓
- 背景制作 - 平沢真一（CA）、野林保
- MA - 若山智成（IMAGICA）
- 音響効果 - 徳永義明
- 録音スタジオ - スタジオ・エコー（日比野祥規、戸島聡）
- 音楽 - Tecy Vegas（Tecytone.）
- プロダクションマネージャー - 本間謙治、関谷友美、恒川稔英
- 協力プロデューサー - 松浦朋子
- ビジネス開発マネージャー - 岩渕さおり
- プロデューサー - 滝澤努
- 製作協力 - ROBOT
- 製作・著作 - KITERETSU

#### 放送局
本作は各話ごとに時間が異なるため、放送開始時間は定着していない。系列は一部を除いてFNS（テレビ宮崎はFNSのほかにNNN、ANN）。備考はめざましテレビ内。めざましテレビの都合で放送しない日がある。
| 放送地域       | 放送局             | 放送日時 | 放送期間 |
| -------------- | ------------------ | --- | --- |
| 関東広域圏     | フジテレビ         | 2012年11月16日 - 2013年1月4日 2013年1月7日 - 2014年8月1日 2014年8月4日 - 2015年3月27日 2015年3月30日 - 2016年4月1日 2016年4月4日 - 9月30日 2016年10月3日 - 2017年3月13日 2017年3月14日 - | 金曜 6:48 - 6:51 月曜 - 金曜 6:49 - 6:51.30 月曜 - 金曜 6:47 - 6:49 月曜 - 金曜 6:45 - 6:48 月曜 - 金曜 6:52 - 6:56 月曜 - 金曜 6:53 - 6:57 |
| 北海道         | 北海道文化放送     | 2012年11月16日 - 2013年1月4日 2013年1月7日 - 2014年8月1日 2014年8月4日 - 2015年3月27日 2015年3月30日 - 2016年4月1日 2016年4月4日 - 9月30日 2016年10月3日 - 2017年3月13日 2017年3月14日 - | 金曜 6:48 - 6:51 月曜 - 金曜 6:49 - 6:51.30 月曜 - 金曜 6:47 - 6:49 月曜 - 金曜 6:45 - 6:48 月曜 - 金曜 6:52 - 6:56 月曜 - 金曜 6:53 - 6:57 |
| 岩手県         | 岩手めんこいテレビ | 2012年11月16日 - 2013年1月4日 2013年1月7日 - 2014年8月1日 2014年8月4日 - 2015年3月27日 2015年3月30日 - 2016年4月1日 2016年4月4日 - 9月30日 2016年10月3日 - 2017年3月13日 2017年3月14日 - | 金曜 6:48 - 6:51 月曜 - 金曜 6:49 - 6:51.30 月曜 - 金曜 6:47 - 6:49 月曜 - 金曜 6:45 - 6:48 月曜 - 金曜 6:52 - 6:56 月曜 - 金曜 6:53 - 6:57 |
| 宮城県         | 仙台放送           | 2012年11月16日 - 2013年1月4日 2013年1月7日 - 2014年8月1日 2014年8月4日 - 2015年3月27日 2015年3月30日 - 2016年4月1日 2016年4月4日 - 9月30日 2016年10月3日 - 2017年3月13日 2017年3月14日 - | 金曜 6:48 - 6:51 月曜 - 金曜 6:49 - 6:51.30 月曜 - 金曜 6:47 - 6:49 月曜 - 金曜 6:45 - 6:48 月曜 - 金曜 6:52 - 6:56 月曜 - 金曜 6:53 - 6:57 |
| 秋田県         | 秋田テレビ         | 2012年11月16日 - 2013年1月4日 2013年1月7日 - 2014年8月1日 2014年8月4日 - 2015年3月27日 2015年3月30日 - 2016年4月1日 2016年4月4日 - 9月30日 2016年10月3日 - 2017年3月13日 2017年3月14日 - | 金曜 6:48 - 6:51 月曜 - 金曜 6:49 - 6:51.30 月曜 - 金曜 6:47 - 6:49 月曜 - 金曜 6:45 - 6:48 月曜 - 金曜 6:52 - 6:56 月曜 - 金曜 6:53 - 6:57 |
| 山形県         | さくらんぼテレビ   | 2012年11月16日 - 2013年1月4日 2013年1月7日 - 2014年8月1日 2014年8月4日 - 2015年3月27日 2015年3月30日 - 2016年4月1日 2016年4月4日 - 9月30日 2016年10月3日 - 2017年3月13日 2017年3月14日 - | 金曜 6:48 - 6:51 月曜 - 金曜 6:49 - 6:51.30 月曜 - 金曜 6:47 - 6:49 月曜 - 金曜 6:45 - 6:48 月曜 - 金曜 6:52 - 6:56 月曜 - 金曜 6:53 - 6:57 |
| 福島県         | 福島テレビ         | 2012年11月16日 - 2013年1月4日 2013年1月7日 - 2014年8月1日 2014年8月4日 - 2015年3月27日 2015年3月30日 - 2016年4月1日 2016年4月4日 - 9月30日 2016年10月3日 - 2017年3月13日 2017年3月14日 - | 金曜 6:48 - 6:51 月曜 - 金曜 6:49 - 6:51.30 月曜 - 金曜 6:47 - 6:49 月曜 - 金曜 6:45 - 6:48 月曜 - 金曜 6:52 - 6:56 月曜 - 金曜 6:53 - 6:57 |
| 長野県         | 長野放送           | 2012年11月16日 - 2013年1月4日 2013年1月7日 - 2014年8月1日 2014年8月4日 - 2015年3月27日 2015年3月30日 - 2016年4月1日 2016年4月4日 - 9月30日 2016年10月3日 - 2017年3月13日 2017年3月14日 - | 金曜 6:48 - 6:51 月曜 - 金曜 6:49 - 6:51.30 月曜 - 金曜 6:47 - 6:49 月曜 - 金曜 6:45 - 6:48 月曜 - 金曜 6:52 - 6:56 月曜 - 金曜 6:53 - 6:57 |
| 新潟県         | NST新潟総合テレビ  | 2012年11月16日 - 2013年1月4日 2013年1月7日 - 2014年8月1日 2014年8月4日 - 2015年3月27日 2015年3月30日 - 2016年4月1日 2016年4月4日 - 9月30日 2016年10月3日 - 2017年3月13日 2017年3月14日 - | 金曜 6:48 - 6:51 月曜 - 金曜 6:49 - 6:51.30 月曜 - 金曜 6:47 - 6:49 月曜 - 金曜 6:45 - 6:48 月曜 - 金曜 6:52 - 6:56 月曜 - 金曜 6:53 - 6:57 |
| 静岡県         | テレビ静岡         | 2012年11月16日 - 2013年1月4日 2013年1月7日 - 2014年8月1日 2014年8月4日 - 2015年3月27日 2015年3月30日 - 2016年4月1日 2016年4月4日 - 9月30日 2016年10月3日 - 2017年3月13日 2017年3月14日 - | 金曜 6:48 - 6:51 月曜 - 金曜 6:49 - 6:51.30 月曜 - 金曜 6:47 - 6:49 月曜 - 金曜 6:45 - 6:48 月曜 - 金曜 6:52 - 6:56 月曜 - 金曜 6:53 - 6:57 |
| 中京広域圏     | 東海テレビ         | 2012年11月16日 - 2013年1月4日 2013年1月7日 - 2014年8月1日 2014年8月4日 - 2015年3月27日 2015年3月30日 - 2016年4月1日 2016年4月4日 - 9月30日 2016年10月3日 - 2017年3月13日 2017年3月14日 - | 金曜 6:48 - 6:51 月曜 - 金曜 6:49 - 6:51.30 月曜 - 金曜 6:47 - 6:49 月曜 - 金曜 6:45 - 6:48 月曜 - 金曜 6:52 - 6:56 月曜 - 金曜 6:53 - 6:57 |
| 富山県         | 富山テレビ         | 2012年11月16日 - 2013年1月4日 2013年1月7日 - 2014年8月1日 2014年8月4日 - 2015年3月27日 2015年3月30日 - 2016年4月1日 2016年4月4日 - 9月30日 2016年10月3日 - 2017年3月13日 2017年3月14日 - | 金曜 6:48 - 6:51 月曜 - 金曜 6:49 - 6:51.30 月曜 - 金曜 6:47 - 6:49 月曜 - 金曜 6:45 - 6:48 月曜 - 金曜 6:52 - 6:56 月曜 - 金曜 6:53 - 6:57 |
| 石川県         | 石川テレビ         | 2012年11月16日 - 2013年1月4日 2013年1月7日 - 2014年8月1日 2014年8月4日 - 2015年3月27日 2015年3月30日 - 2016年4月1日 2016年4月4日 - 9月30日 2016年10月3日 - 2017年3月13日 2017年3月14日 - | 金曜 6:48 - 6:51 月曜 - 金曜 6:49 - 6:51.30 月曜 - 金曜 6:47 - 6:49 月曜 - 金曜 6:45 - 6:48 月曜 - 金曜 6:52 - 6:56 月曜 - 金曜 6:53 - 6:57 |
| 福井県         | 福井テレビ         | 2012年11月16日 - 2013年1月4日 2013年1月7日 - 2014年8月1日 2014年8月4日 - 2015年3月27日 2015年3月30日 - 2016年4月1日 2016年4月4日 - 9月30日 2016年10月3日 - 2017年3月13日 2017年3月14日 - | 金曜 6:48 - 6:51 月曜 - 金曜 6:49 - 6:51.30 月曜 - 金曜 6:47 - 6:49 月曜 - 金曜 6:45 - 6:48 月曜 - 金曜 6:52 - 6:56 月曜 - 金曜 6:53 - 6:57 |
| 近畿広域圏     | 関西テレビ         | 2012年11月16日 - 2013年1月4日 2013年1月7日 - 2014年8月1日 2014年8月4日 - 2015年3月27日 2015年3月30日 - 2016年4月1日 2016年4月4日 - 9月30日 2016年10月3日 - 2017年3月13日 2017年3月14日 - | 金曜 6:48 - 6:51 月曜 - 金曜 6:49 - 6:51.30 月曜 - 金曜 6:47 - 6:49 月曜 - 金曜 6:45 - 6:48 月曜 - 金曜 6:52 - 6:56 月曜 - 金曜 6:53 - 6:57 |
| 島根県・鳥取県 | さんいん中央テレビ | 2012年11月16日 - 2013年1月4日 2013年1月7日 - 2014年8月1日 2014年8月4日 - 2015年3月27日 2015年3月30日 - 2016年4月1日 2016年4月4日 - 9月30日 2016年10月3日 - 2017年3月13日 2017年3月14日 - | 金曜 6:48 - 6:51 月曜 - 金曜 6:49 - 6:51.30 月曜 - 金曜 6:47 - 6:49 月曜 - 金曜 6:45 - 6:48 月曜 - 金曜 6:52 - 6:56 月曜 - 金曜 6:53 - 6:57 |
| 岡山県・香川県 | 岡山放送           | 2012年11月16日 - 2013年1月4日 2013年1月7日 - 2014年8月1日 2014年8月4日 - 2015年3月27日 2015年3月30日 - 2016年4月1日 2016年4月4日 - 9月30日 2016年10月3日 - 2017年3月13日 2017年3月14日 - | 金曜 6:48 - 6:51 月曜 - 金曜 6:49 - 6:51.30 月曜 - 金曜 6:47 - 6:49 月曜 - 金曜 6:45 - 6:48 月曜 - 金曜 6:52 - 6:56 月曜 - 金曜 6:53 - 6:57 |
| 広島県         | テレビ新広島       | 2012年11月16日 - 2013年1月4日 2013年1月7日 - 2014年8月1日 2014年8月4日 - 2015年3月27日 2015年3月30日 - 2016年4月1日 2016年4月4日 - 9月30日 2016年10月3日 - 2017年3月13日 2017年3月14日 - | 金曜 6:48 - 6:51 月曜 - 金曜 6:49 - 6:51.30 月曜 - 金曜 6:47 - 6:49 月曜 - 金曜 6:45 - 6:48 月曜 - 金曜 6:52 - 6:56 月曜 - 金曜 6:53 - 6:57 |
| 愛媛県         | テレビ愛媛         | 2012年11月16日 - 2013年1月4日 2013年1月7日 - 2014年8月1日 2014年8月4日 - 2015年3月27日 2015年3月30日 - 2016年4月1日 2016年4月4日 - 9月30日 2016年10月3日 - 2017年3月13日 2017年3月14日 - | 金曜 6:48 - 6:51 月曜 - 金曜 6:49 - 6:51.30 月曜 - 金曜 6:47 - 6:49 月曜 - 金曜 6:45 - 6:48 月曜 - 金曜 6:52 - 6:56 月曜 - 金曜 6:53 - 6:57 |
| 高知県         | 高知さんさんテレビ | 2012年11月16日 - 2013年1月4日 2013年1月7日 - 2014年8月1日 2014年8月4日 - 2015年3月27日 2015年3月30日 - 2016年4月1日 2016年4月4日 - 9月30日 2016年10月3日 - 2017年3月13日 2017年3月14日 - | 金曜 6:48 - 6:51 月曜 - 金曜 6:49 - 6:51.30 月曜 - 金曜 6:47 - 6:49 月曜 - 金曜 6:45 - 6:48 月曜 - 金曜 6:52 - 6:56 月曜 - 金曜 6:53 - 6:57 |
| 福岡県         | テレビ西日本       | 2012年11月16日 - 2013年1月4日 2013年1月7日 - 2014年8月1日 2014年8月4日 - 2015年3月27日 2015年3月30日 - 2016年4月1日 2016年4月4日 - 9月30日 2016年10月3日 - 2017年3月13日 2017年3月14日 - | 金曜 6:48 - 6:51 月曜 - 金曜 6:49 - 6:51.30 月曜 - 金曜 6:47 - 6:49 月曜 - 金曜 6:45 - 6:48 月曜 - 金曜 6:52 - 6:56 月曜 - 金曜 6:53 - 6:57 |
| 佐賀県         | サガテレビ         | 2012年11月16日 - 2013年1月4日 2013年1月7日 - 2014年8月1日 2014年8月4日 - 2015年3月27日 2015年3月30日 - 2016年4月1日 2016年4月4日 - 9月30日 2016年10月3日 - 2017年3月13日 2017年3月14日 - | 金曜 6:48 - 6:51 月曜 - 金曜 6:49 - 6:51.30 月曜 - 金曜 6:47 - 6:49 月曜 - 金曜 6:45 - 6:48 月曜 - 金曜 6:52 - 6:56 月曜 - 金曜 6:53 - 6:57 |
| 長崎県         | テレビ長崎         | 2012年11月16日 - 2013年1月4日 2013年1月7日 - 2014年8月1日 2014年8月4日 - 2015年3月27日 2015年3月30日 - 2016年4月1日 2016年4月4日 - 9月30日 2016年10月3日 - 2017年3月13日 2017年3月14日 - | 金曜 6:48 - 6:51 月曜 - 金曜 6:49 - 6:51.30 月曜 - 金曜 6:47 - 6:49 月曜 - 金曜 6:45 - 6:48 月曜 - 金曜 6:52 - 6:56 月曜 - 金曜 6:53 - 6:57 |
| 熊本県         | テレビくまもと     | 2012年11月16日 - 2013年1月4日 2013年1月7日 - 2014年8月1日 2014年8月4日 - 2015年3月27日 2015年3月30日 - 2016年4月1日 2016年4月4日 - 9月30日 2016年10月3日 - 2017年3月13日 2017年3月14日 - | 金曜 6:48 - 6:51 月曜 - 金曜 6:49 - 6:51.30 月曜 - 金曜 6:47 - 6:49 月曜 - 金曜 6:45 - 6:48 月曜 - 金曜 6:52 - 6:56 月曜 - 金曜 6:53 - 6:57 |
| 宮崎県         | テレビ宮崎         | 2012年11月16日 - 2013年1月4日 2013年1月7日 - 2014年8月1日 2014年8月4日 - 2015年3月27日 2015年3月30日 - 2016年4月1日 2016年4月4日 - 9月30日 2016年10月3日 - 2017年3月13日 2017年3月14日 - | 金曜 6:48 - 6:51 月曜 - 金曜 6:49 - 6:51.30 月曜 - 金曜 6:47 - 6:49 月曜 - 金曜 6:45 - 6:48 月曜 - 金曜 6:52 - 6:56 月曜 - 金曜 6:53 - 6:57 |
| 鹿児島県       | 鹿児島テレビ       | 2012年11月16日 - 2013年1月4日 2013年1月7日 - 2014年8月1日 2014年8月4日 - 2015年3月27日 2015年3月30日 - 2016年4月1日 2016年4月4日 - 9月30日 2016年10月3日 - 2017年3月13日 2017年3月14日 - | 金曜 6:48 - 6:51 月曜 - 金曜 6:49 - 6:51.30 月曜 - 金曜 6:47 - 6:49 月曜 - 金曜 6:45 - 6:48 月曜 - 金曜 6:52 - 6:56 月曜 - 金曜 6:53 - 6:57 |
| 沖縄県         | 沖縄テレビ         | 2012年11月16日 - 2013年1月4日 2013年1月7日 - 2014年8月1日 2014年8月4日 - 2015年3月27日 2015年3月30日 - 2016年4月1日 2016年4月4日 - 9月30日 2016年10月3日 - 2017年3月13日 2017年3月14日 - | 金曜 6:48 - 6:51 月曜 - 金曜 6:49 - 6:51.30 月曜 - 金曜 6:47 - 6:49 月曜 - 金曜 6:45 - 6:48 月曜 - 金曜 6:52 - 6:56 月曜 - 金曜 6:53 - 6:57 |